# 1858
Portal Geschichte | Portal Biografien | Aktuelle Ereignisse | Jahreskalender | Tagesartikel

◄ |
18. Jahrhundert |
19. Jahrhundert
| 20. Jahrhundert | ►

◄ |
1820er |
1830er |
1840er |
1850er
| 1860er | 1870er | 1880er | ►

◄◄ |
◄ |
1854 |
1855 |
1856 |
1857 |
1858
| 1859 | 1860 | 1861 | 1862 | ► | ►►
Staatsoberhäupter · Wahlen · Nekrolog · Kunstjahr · Literaturjahr · Musikjahr   · Sportjahr
| Januar | Januar | Januar | Januar | Januar | Januar | Januar | Januar |
| Kw     | Mo     | Di     | Mi     | Do     | Fr     | Sa     | So     |
| ------ | ------ | ------ | ------ | ------ | ------ | ------ | ------ |
| 53     |        |        |        |        | 1      | 2      | 3      |
| 1      | 4      | 5      | 6      | 7      | 8      | 9      | 10     |
| 2      | 11     | 12     | 13     | 14     | 15     | 16     | 17     |
| 3      | 18     | 19     | 20     | 21     | 22     | 23     | 24     |
| 4      | 25     | 26     | 27     | 28     | 29     | 30     | 31     |

| Februar | Februar | Februar | Februar | Februar | Februar | Februar | Februar |
| Kw      | Mo      | Di      | Mi      | Do      | Fr      | Sa      | So      |
| ------- | ------- | ------- | ------- | ------- | ------- | ------- | ------- |
| 5       | 1       | 2       | 3       | 4       | 5       | 6       | 7       |
| 6       | 8       | 9       | 10      | 11      | 12      | 13      | 14      |
| 7       | 15      | 16      | 17      | 18      | 19      | 20      | 21      |
| 8       | 22      | 23      | 24      | 25      | 26      | 27      | 28      |

| März | März | März | März | März | März | März | März |
| Kw   | Mo   | Di   | Mi   | Do   | Fr   | Sa   | So   |
| ---- | ---- | ---- | ---- | ---- | ---- | ---- | ---- |
| 9    | 1    | 2    | 3    | 4    | 5    | 6    | 7    |
| 10   | 8    | 9    | 10   | 11   | 12   | 13   | 14   |
| 11   | 15   | 16   | 17   | 18   | 19   | 20   | 21   |
| 12   | 22   | 23   | 24   | 25   | 26   | 27   | 28   |
| 13   | 29   | 30   | 31   |      |      |      |      |

| April | April | April | April | April | April | April | April |
| Kw    | Mo    | Di    | Mi    | Do    | Fr    | Sa    | So    |
| ----- | ----- | ----- | ----- | ----- | ----- | ----- | ----- |
| 13    |       |       |       | 1     | 2     | 3     | 4     |
| 14    | 5     | 6     | 7     | 8     | 9     | 10    | 11    |
| 15    | 12    | 13    | 14    | 15    | 16    | 17    | 18    |
| 16    | 19    | 20    | 21    | 22    | 23    | 24    | 25    |
| 17    | 26    | 27    | 28    | 29    | 30    |       |       |

| Mai | Mai | Mai | Mai | Mai | Mai | Mai | Mai |
| Kw  | Mo  | Di  | Mi  | Do  | Fr  | Sa  | So  |
| --- | --- | --- | --- | --- | --- | --- | --- |
| 17  |     |     |     |     |     | 1   | 2   |
| 18  | 3   | 4   | 5   | 6   | 7   | 8   | 9   |
| 19  | 10  | 11  | 12  | 13  | 14  | 15  | 16  |
| 20  | 17  | 18  | 19  | 20  | 21  | 22  | 23  |
| 21  | 24  | 25  | 26  | 27  | 28  | 29  | 30  |
| 22  | 31  |     |     |     |     |     |     |

| Juni | Juni | Juni | Juni | Juni | Juni | Juni | Juni |
| Kw   | Mo   | Di   | Mi   | Do   | Fr   | Sa   | So   |
| ---- | ---- | ---- | ---- | ---- | ---- | ---- | ---- |
| 22   |      | 1    | 2    | 3    | 4    | 5    | 6    |
| 23   | 7    | 8    | 9    | 10   | 11   | 12   | 13   |
| 24   | 14   | 15   | 16   | 17   | 18   | 19   | 20   |
| 25   | 21   | 22   | 23   | 24   | 25   | 26   | 27   |
| 26   | 28   | 29   | 30   |      |      |      |      |

| Juli | Juli | Juli | Juli | Juli | Juli | Juli | Juli |
| Kw   | Mo   | Di   | Mi   | Do   | Fr   | Sa   | So   |
| ---- | ---- | ---- | ---- | ---- | ---- | ---- | ---- |
| 26   |      |      |      | 1    | 2    | 3    | 4    |
| 27   | 5    | 6    | 7    | 8    | 9    | 10   | 11   |
| 28   | 12   | 13   | 14   | 15   | 16   | 17   | 18   |
| 29   | 19   | 20   | 21   | 22   | 23   | 24   | 25   |
| 30   | 26   | 27   | 28   | 29   | 30   | 31   |      |

| August | August | August | August | August | August | August | August |
| Kw     | Mo     | Di     | Mi     | Do     | Fr     | Sa     | So     |
| ------ | ------ | ------ | ------ | ------ | ------ | ------ | ------ |
| 30     |        |        |        |        |        |        | 1      |
| 31     | 2      | 3      | 4      | 5      | 6      | 7      | 8      |
| 32     | 9      | 10     | 11     | 12     | 13     | 14     | 15     |
| 33     | 16     | 17     | 18     | 19     | 20     | 21     | 22     |
| 34     | 23     | 24     | 25     | 26     | 27     | 28     | 29     |
| 35     | 30     | 31     |        |        |        |        |        |

| September | September | September | September | September | September | September | September |
| Kw        | Mo        | Di        | Mi        | Do        | Fr        | Sa        | So        |
| --------- | --------- | --------- | --------- | --------- | --------- | --------- | --------- |
| 35        |           |           | 1         | 2         | 3         | 4         | 5         |
| 36        | 6         | 7         | 8         | 9         | 10        | 11        | 12        |
| 37        | 13        | 14        | 15        | 16        | 17        | 18        | 19        |
| 38        | 20        | 21        | 22        | 23        | 24        | 25        | 26        |
| 39        | 27        | 28        | 29        | 30        |           |           |           |

| Oktober | Oktober | Oktober | Oktober | Oktober | Oktober | Oktober | Oktober |
| Kw      | Mo      | Di      | Mi      | Do      | Fr      | Sa      | So      |
| ------- | ------- | ------- | ------- | ------- | ------- | ------- | ------- |
| 39      |         |         |         |         | 1       | 2       | 3       |
| 40      | 4       | 5       | 6       | 7       | 8       | 9       | 10      |
| 41      | 11      | 12      | 13      | 14      | 15      | 16      | 17      |
| 42      | 18      | 19      | 20      | 21      | 22      | 23      | 24      |
| 43      | 25      | 26      | 27      | 28      | 29      | 30      | 31      |

| November | November | November | November | November | November | November | November |
| Kw       | Mo       | Di       | Mi       | Do       | Fr       | Sa       | So       |
| -------- | -------- | -------- | -------- | -------- | -------- | -------- | -------- |
| 44       | 1        | 2        | 3        | 4        | 5        | 6        | 7        |
| 45       | 8        | 9        | 10       | 11       | 12       | 13       | 14       |
| 46       | 15       | 16       | 17       | 18       | 19       | 20       | 21       |
| 47       | 22       | 23       | 24       | 25       | 26       | 27       | 28       |
| 48       | 29       | 30       |          |          |          |          |          |

| Dezember | Dezember | Dezember | Dezember | Dezember | Dezember | Dezember | Dezember |
| Kw       | Mo       | Di       | Mi       | Do       | Fr       | Sa       | So       |
| -------- | -------- | -------- | -------- | -------- | -------- | -------- | -------- |
| 48       |          |          | 1        | 2        | 3        | 4        | 5        |
| 49       | 6        | 7        | 8        | 9        | 10       | 11       | 12       |
| 50       | 13       | 14       | 15       | 16       | 17       | 18       | 19       |
| 51       | 20       | 21       | 22       | 23       | 24       | 25       | 26       |
| 52       | 27       | 28       | 29       | 30       | 31       |          |          |

| Januar | Januar | Januar | Januar | Januar | Januar | Januar | Januar |
| Kw     | Mo     | Di     | Mi     | Do     | Fr     | Sa     | So     |
| ------ | ------ | ------ | ------ | ------ | ------ | ------ | ------ |
| 53     |        |        |        |        | 1      | 2      | 3      |
| 1      | 4      | 5      | 6      | 7      | 8      | 9      | 10     |
| 2      | 11     | 12     | 13     | 14     | 15     | 16     | 17     |
| 3      | 18     | 19     | 20     | 21     | 22     | 23     | 24     |
| 4      | 25     | 26     | 27     | 28     | 29     | 30     | 31     |

| Februar | Februar | Februar | Februar | Februar | Februar | Februar | Februar |
| Kw      | Mo      | Di      | Mi      | Do      | Fr      | Sa      | So      |
| ------- | ------- | ------- | ------- | ------- | ------- | ------- | ------- |
| 5       | 1       | 2       | 3       | 4       | 5       | 6       | 7       |
| 6       | 8       | 9       | 10      | 11      | 12      | 13      | 14      |
| 7       | 15      | 16      | 17      | 18      | 19      | 20      | 21      |
| 8       | 22      | 23      | 24      | 25      | 26      | 27      | 28      |

| März | März | März | März | März | März | März | März |
| Kw   | Mo   | Di   | Mi   | Do   | Fr   | Sa   | So   |
| ---- | ---- | ---- | ---- | ---- | ---- | ---- | ---- |
| 9    | 1    | 2    | 3    | 4    | 5    | 6    | 7    |
| 10   | 8    | 9    | 10   | 11   | 12   | 13   | 14   |
| 11   | 15   | 16   | 17   | 18   | 19   | 20   | 21   |
| 12   | 22   | 23   | 24   | 25   | 26   | 27   | 28   |
| 13   | 29   | 30   | 31   |      |      |      |      |

| April | April | April | April | April | April | April | April |
| Kw    | Mo    | Di    | Mi    | Do    | Fr    | Sa    | So    |
| ----- | ----- | ----- | ----- | ----- | ----- | ----- | ----- |
| 13    |       |       |       | 1     | 2     | 3     | 4     |
| 14    | 5     | 6     | 7     | 8     | 9     | 10    | 11    |
| 15    | 12    | 13    | 14    | 15    | 16    | 17    | 18    |
| 16    | 19    | 20    | 21    | 22    | 23    | 24    | 25    |
| 17    | 26    | 27    | 28    | 29    | 30    |       |       |

| Mai | Mai | Mai | Mai | Mai | Mai | Mai | Mai |
| Kw  | Mo  | Di  | Mi  | Do  | Fr  | Sa  | So  |
| --- | --- | --- | --- | --- | --- | --- | --- |
| 17  |     |     |     |     |     | 1   | 2   |
| 18  | 3   | 4   | 5   | 6   | 7   | 8   | 9   |
| 19  | 10  | 11  | 12  | 13  | 14  | 15  | 16  |
| 20  | 17  | 18  | 19  | 20  | 21  | 22  | 23  |
| 21  | 24  | 25  | 26  | 27  | 28  | 29  | 30  |
| 22  | 31  |     |     |     |     |     |     |

| Juni | Juni | Juni | Juni | Juni | Juni | Juni | Juni |
| Kw   | Mo   | Di   | Mi   | Do   | Fr   | Sa   | So   |
| ---- | ---- | ---- | ---- | ---- | ---- | ---- | ---- |
| 22   |      | 1    | 2    | 3    | 4    | 5    | 6    |
| 23   | 7    | 8    | 9    | 10   | 11   | 12   | 13   |
| 24   | 14   | 15   | 16   | 17   | 18   | 19   | 20   |
| 25   | 21   | 22   | 23   | 24   | 25   | 26   | 27   |
| 26   | 28   | 29   | 30   |      |      |      |      |

| Juli | Juli | Juli | Juli | Juli | Juli | Juli | Juli |
| Kw   | Mo   | Di   | Mi   | Do   | Fr   | Sa   | So   |
| ---- | ---- | ---- | ---- | ---- | ---- | ---- | ---- |
| 26   |      |      |      | 1    | 2    | 3    | 4    |
| 27   | 5    | 6    | 7    | 8    | 9    | 10   | 11   |
| 28   | 12   | 13   | 14   | 15   | 16   | 17   | 18   |
| 29   | 19   | 20   | 21   | 22   | 23   | 24   | 25   |
| 30   | 26   | 27   | 28   | 29   | 30   | 31   |      |

| August | August | August | August | August | August | August | August |
| Kw     | Mo     | Di     | Mi     | Do     | Fr     | Sa     | So     |
| ------ | ------ | ------ | ------ | ------ | ------ | ------ | ------ |
| 30     |        |        |        |        |        |        | 1      |
| 31     | 2      | 3      | 4      | 5      | 6      | 7      | 8      |
| 32     | 9      | 10     | 11     | 12     | 13     | 14     | 15     |
| 33     | 16     | 17     | 18     | 19     | 20     | 21     | 22     |
| 34     | 23     | 24     | 25     | 26     | 27     | 28     | 29     |
| 35     | 30     | 31     |        |        |        |        |        |

| September | September | September | September | September | September | September | September |
| Kw        | Mo        | Di        | Mi        | Do        | Fr        | Sa        | So        |
| --------- | --------- | --------- | --------- | --------- | --------- | --------- | --------- |
| 35        |           |           | 1         | 2         | 3         | 4         | 5         |
| 36        | 6         | 7         | 8         | 9         | 10        | 11        | 12        |
| 37        | 13        | 14        | 15        | 16        | 17        | 18        | 19        |
| 38        | 20        | 21        | 22        | 23        | 24        | 25        | 26        |
| 39        | 27        | 28        | 29        | 30        |           |           |           |

| Oktober | Oktober | Oktober | Oktober | Oktober | Oktober | Oktober | Oktober |
| Kw      | Mo      | Di      | Mi      | Do      | Fr      | Sa      | So      |
| ------- | ------- | ------- | ------- | ------- | ------- | ------- | ------- |
| 39      |         |         |         |         | 1       | 2       | 3       |
| 40      | 4       | 5       | 6       | 7       | 8       | 9       | 10      |
| 41      | 11      | 12      | 13      | 14      | 15      | 16      | 17      |
| 42      | 18      | 19      | 20      | 21      | 22      | 23      | 24      |
| 43      | 25      | 26      | 27      | 28      | 29      | 30      | 31      |

| November | November | November | November | November | November | November | November |
| Kw       | Mo       | Di       | Mi       | Do       | Fr       | Sa       | So       |
| -------- | -------- | -------- | -------- | -------- | -------- | -------- | -------- |
| 44       | 1        | 2        | 3        | 4        | 5        | 6        | 7        |
| 45       | 8        | 9        | 10       | 11       | 12       | 13       | 14       |
| 46       | 15       | 16       | 17       | 18       | 19       | 20       | 21       |
| 47       | 22       | 23       | 24       | 25       | 26       | 27       | 28       |
| 48       | 29       | 30       |          |          |          |          |          |

| Dezember | Dezember | Dezember | Dezember | Dezember | Dezember | Dezember | Dezember |
| Kw       | Mo       | Di       | Mi       | Do       | Fr       | Sa       | So       |
| -------- | -------- | -------- | -------- | -------- | -------- | -------- | -------- |
| 48       |          |          | 1        | 2        | 3        | 4        | 5        |
| 49       | 6        | 7        | 8        | 9        | 10       | 11       | 12       |
| 50       | 13       | 14       | 15       | 16       | 17       | 18       | 19       |
| 51       | 20       | 21       | 22       | 23       | 24       | 25       | 26       |
| 52       | 27       | 28       | 29       | 30       | 31       |          |          |

## Ereignisse

### Politik und Weltgeschehen

#### Europa
- 1. Januar: Jonas Furrer wird zum vierten Mal Bundespräsident der Schweiz.

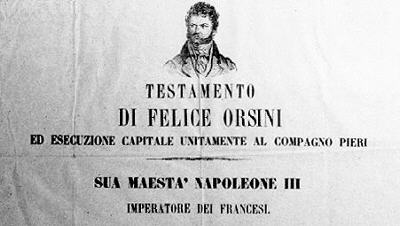
Plakat mit Abbildung Orsinis

- 14. Januar: In Paris scheitert der italienische Graf Felice Orsini bei einem Attentat auf Kaiser Napoleon III.
- 20. Juli: Der Premierminister des Königreiches Sardinien-Piemont Cavour schließt in Plombières-les-Bains einen Geheimvertrag mit Kaiser Napoleon III. über einen Krieg gegen Österreich. Das savoyische Herrschergeschlecht soll große Teile Norditaliens erhalten und dafür die Grafschaft Nizza und Savoyen an Frankreich abtreten.
- 19. August: Auf einer Konferenz in Paris beschließen die europäischen Großmächte aus den beiden Donaufürstentümern Walachei (Țara Românească) und Moldau (Moldova) ein Fürstentum zu bilden, das Fürstentum Rumänien.
- 7. Oktober: König Friedrich Wilhelm IV. übergibt seinem Bruder Wilhelm I. die Regentschaft von Preußen. Damit beginnt die sogenannte Neue Ära.

#### Großbritannien und Irland/Indien
- 14. März: Mit der Rückeroberung der Stadt Lakhnau durch britische Truppen kommt der indische Sepoy-Aufstand allmählich zum Erliegen.

Sunburst flag (irisch: An Gal Gréine) der Irisch Republikanischen Bruderschaft

- 17. März: Zurückgekehrt aus dem amerikanischen Exil gründet James Stephens am Saint Patrick’s Day in Dublin die Irische Republikanische Bruderschaft als Widerstandsbewegung gegen die britische Herrschaft in Irland. Im selben Jahr wird mit demselben Ziel in den USA die Geheimorganisation Fenian Brotherhood gegründet.

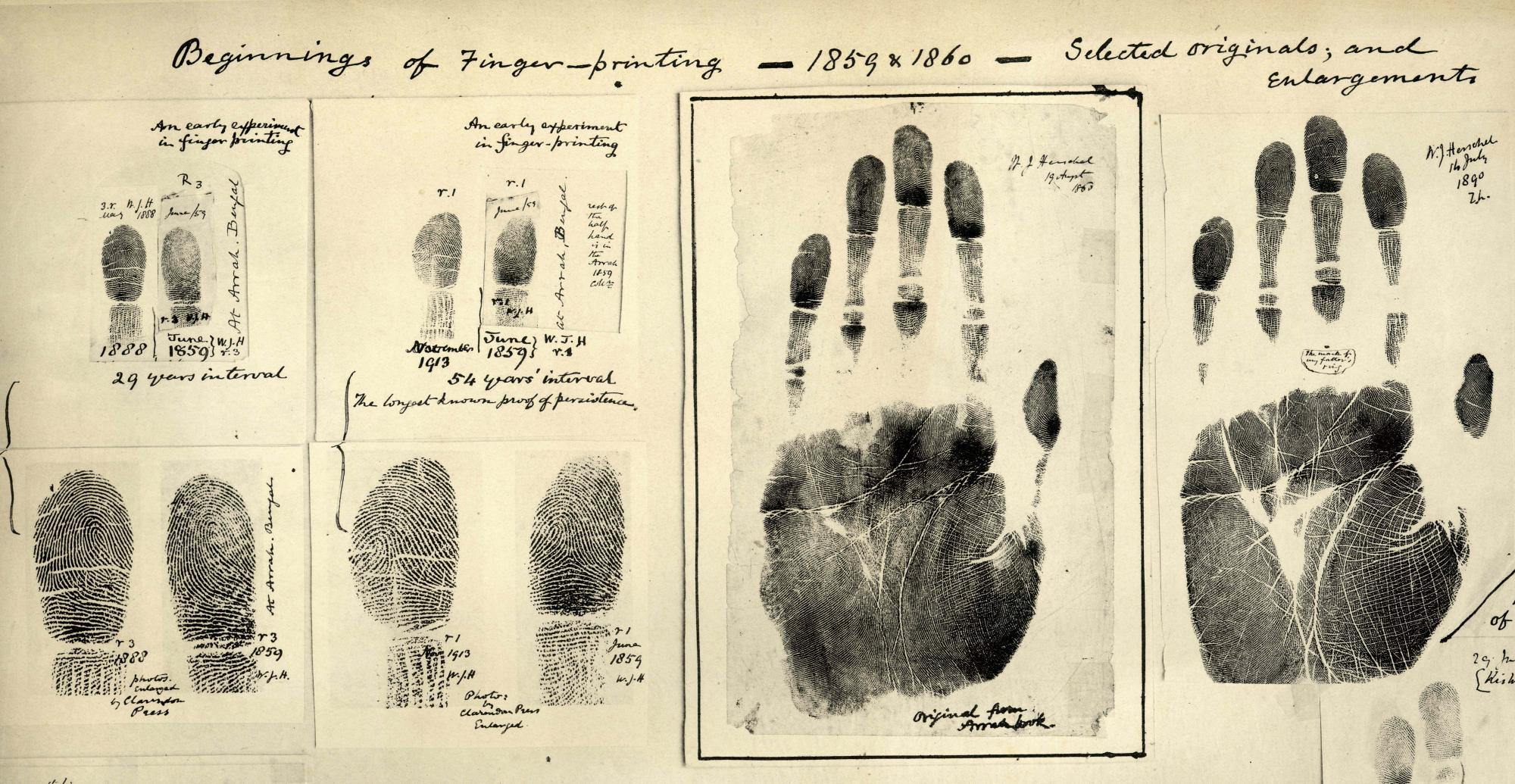
Die ersten von Herschel genommenen Finger- & Handabdrücke aus den Jahren 1859/60

- 28. Juli: Der britische Kolonialbeamte William James Herschel verlangt erstmals von einem bengalischen Vertragspartner einen Handabdruck zusätzlich zur Unterschrift. Damit schlägt unversehens die Geburtsstunde der Daktyloskopie. Zwei Jahre später besteht er auf Fingerabdrücken bei Auszahlungen von Pensionen.
- 2. August: In London verabschiedet das britische Parlament den Government of India Act. Das Gesetz beendet die Herrschaft der Britischen Ostindien-Kompanie über Indien und lässt die Kronkolonie Britisch-Indien entstehen.

#### China

Die Rückseite des Taku-Forts

- 20. Mai: Im Zweiten Opiumkrieg gegen China erobern Engländer und Franzosen die sogenannten Taku-Forts. Damit ist der Weg frei nach Tianjin, der Hafenstadt für Peking (Beijing).
- 28. Mai: Der Vertrag von Aigun regelt den Grenzverlauf am Amur zwischen Russland und China.
- 27. Juni: Im Vertrag von Tianjin wird China zur Öffnung weiterer Häfen für den Handel durch Großbritannien und Frankreich gezwungen. Er macht das Kaiserreich China endgültig zu einem faktischen Protektorat der europäischen Fremdmächte.

#### Indochina
- 1. September: Die Einnahme von Đà Nẵng im Kaiserreich Annam (Vietnam) durch französische Truppen ist der Auftakt zur Eroberung Cochinchinas.

#### Japan
- 29. Juli: Die USA und Japan unterzeichnen den zwischen Townsend Harris und Hotta Masayoshi ausgehandelten Harris-Vertrag.
- Die sogenannte Ansei-Säuberung unter Ii Naosuke beginnt, mit der er seine politischen Gegner auszuschalten versucht.

#### Vereinigte Staaten von Amerika
- 12. April: Brigham Young übergibt das Amt des Gouverneurs des Utah-Territoriums an Alfred Cumming. Damit wird der Utah-Krieg der US-Regierung gegen die Kirche Jesu Christi der Heiligen der Letzten Tage (Mormonen) nach mehr als einem Jahr beigelegt.

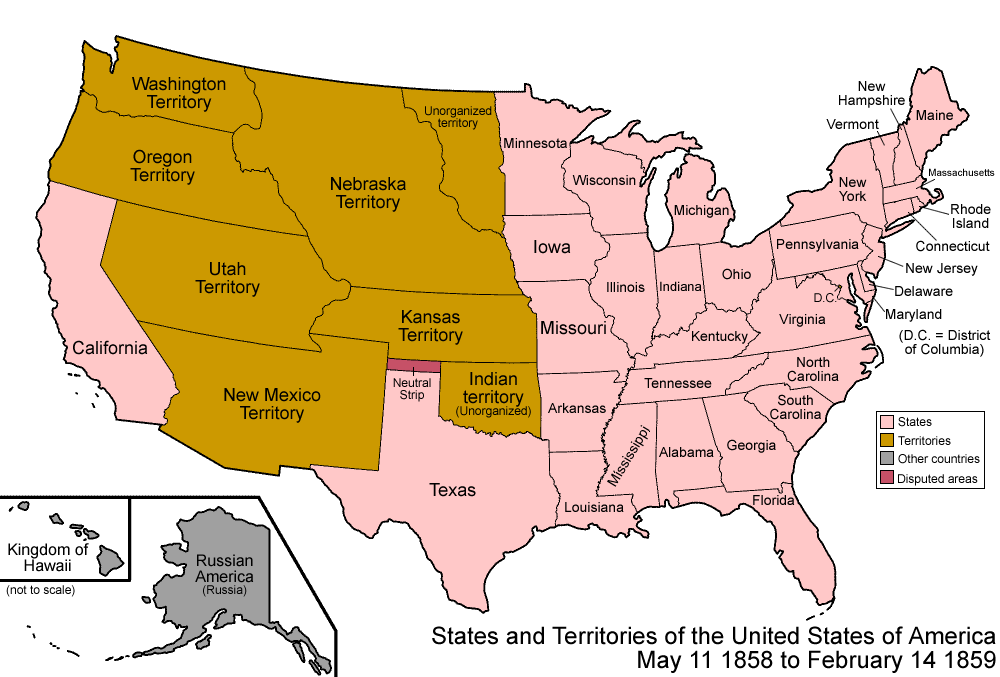
Vereinigte Staaten nach der Aufnahme Minnesotas

- 11. Mai: Der östliche Teil des bisherigen Minnesota-Territoriums wird unter dem Namen Minnesota als 32. Bundesstaat der Vereinigten Staaten aufgenommen. Der westliche Teil wird bis 1861 „unorganisiertes Gebiet“.
- 16. Juni: Abraham Lincoln hält zum Wahlkampfauftakt der Republikanischen Partei für die Wahlen zum Senat der Vereinigten Staaten im Old State Capitol in Springfield, Illinois seine House-Divided-Rede. Er warnt in seiner Rede vor der Spaltung der Nation und dem Ausgreifen der Sklaverei auf die Territorien und Bundesstaaten, in denen sie wie in Illinois illegal ist. Lincoln unterliegt zwar nach mehreren Debatten bei den Wahlen am 2. November seinem demokratischen Konkurrenten Stephen Arnold Douglas, doch machte ihn die Rede USA-weit bekannt und die Debatten lassen ihn als ehrlichen, redegewandten Politiker (Honest Abe) erscheinen.
- Juli: beim Zusammenfluss von Little Dry Creek und South Platte River südlich des heutigen Denver wird Gold gefunden. Dies löst den Pikes Peak Goldrausch aus, im Zuge dessen das zentrale Gebiet des späteren Colorado binnen weniger Monate von europäischstämmiger Bevölkerung besiedelt wird.

#### British Columbia
- Der Fraser-Canyon-Goldrausch beginnt, als der Gouverneur der Kolonie Vancouver Island, James Douglas, eine Ladung Erz nach San Francisco in die dortige Münzanstalt sendet und so bekannt wird, dass am Zusammenfluss des Thompson River mit dem Nicoamen River Gold gefunden worden ist.
- 2. August: Das britische Kolonialministerium proklamiert das bisherige New Caledonia zur Kolonie British Columbia. Kolonialminister Edward Bulwer-Lytton ernennt James Douglas zum ersten Gouverneur. Er wird am 19. November vereidigt.
- Im Herbst kommt es zum Fraser-Canyon-Krieg zwischen Goldsuchern und dem am Fraser River lebenden Volk der Nlaka'pamux.
- 24. Dezember: Es kommt in Yale zu Rassenunruhen, als ein freigelassener Sklave von zwei weißen Goldsuchern zusammengeschlagen wird.

#### Mexiko
- Benito Juárez wird zum Präsidenten von Mexiko gewählt. Bis 1861 setzt er sich in einem Bürgerkrieg gegen seine Gegner durch.

#### Afrika
- Glélé folgt seinem verstorbenen Vater Gezo als König von Dahomey im heutigen Benin.

### Wirtschaft

#### Suezkanal
- 5. November: Beginn der Zeichnungsfrist für Suezkanal-Aktien.
- 15. Dezember: Die Compagnie universelle du canal maritime de Suez zum Bau des Suezkanals wird durch Ferdinand de Lesseps gegründet.

#### Handel und Geldwirtschaft
- 31. Oktober: Der Maria-Theresien-Taler verliert wie andere Konventionstaler die Eigenschaft als gesetzliches Zahlungsmittel im Kaisertum Österreich. Ab 1. November gilt die Österreichische Währung nach dem Dezimalsystem und auf Gulden-Basis.

#### Unternehmensgründungen
- 6. Juli: Rudolph Otto Meyer gründet in Hamburg einen Handwerksbetrieb, die spätere Imtech Deutschland GmbH & Co KG.
- 27. Oktober: Rowland Hussey Macy eröffnet mit Partnern ein Ladengeschäft in New York City. Es expandiert im Laufe der Zeit zum weltweit größten Kaufhaus Macy’s.
- 29. Dezember: Die spanische Eisenbahngesellschaft Compañía de los Caminos de Hierro del Norte de España wird gegründet.
- Der Wiener Bankier Franz Schaup kauft ein kleines Brauhaus, aus dem sich die Brauerei Zipf entwickelt.

#### Verkehr

##### Schifffahrt

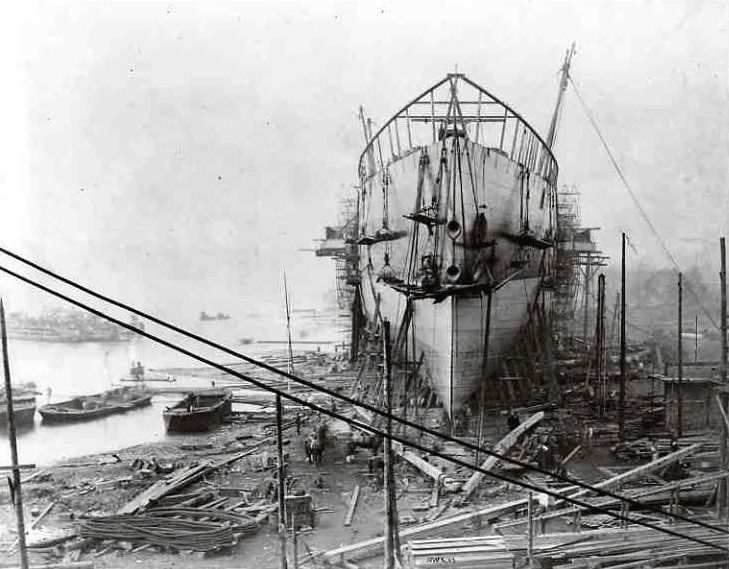
Stapellauf 1858

- 31. Januar: Nach einem vorausgegangenen missglückten Versuch am 3. November 1857 gelingt der Stapellauf des britischen Segeldampfers Great Eastern. Die neuartige, in Zusammenarbeit mit John Scott Russell errichtete Schiffskonstruktion von Isambard Kingdom Brunel wird drei Jahrzehnte lang das weltgrößte Schiff bleiben.

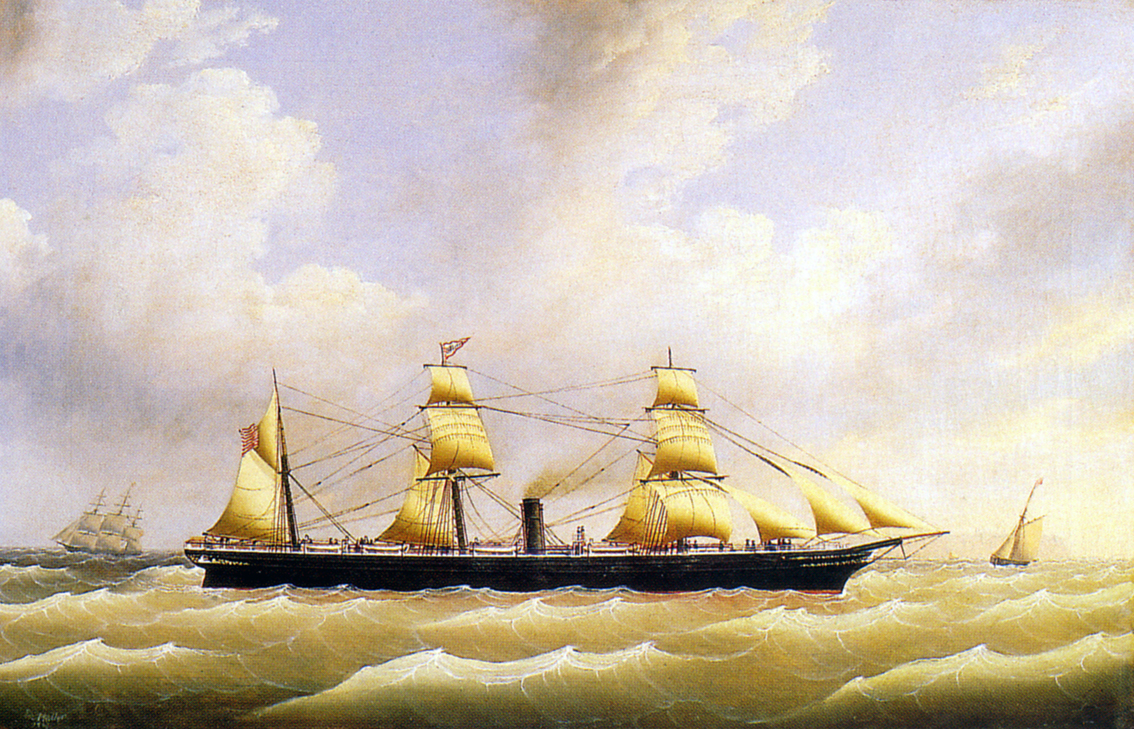
Die Bremen, zeitgenössisches Gemälde

- 19. Juni: Der Dampfer Bremen des Norddeutschen Lloyd nimmt den regelmäßigen Schiffsverkehr zwischen Bremerhaven und New York City auf.
- 19. September: Die Eisenbahnstrecke von Verona nach Trient, später ein Teil der Brennerbahn, wird eröffnet.

##### Eisenbahn
- 26. Mai: Die Bahnstrecke Madrid–Alicante wird als erste Fernstrecke Spaniens fertiggestellt und eröffnet
- 28. Juni: Auf der Bahnstrecke München–Freising findet die erste Probefahrt mit Mitgliedern des Verwaltungsrates der Königlich privilegierten Aktiengesellschaft der bayerischen Ostbahnen statt. Erst nach Vollendung des Streckenabschnittes von Freising nach Landshut kann am 3. November um sieben Uhr morgens Fahrtbeginn mit zweistündiger Fahrtzeit die neu gebaute Gleisstrecke offiziell für den „Personen- und Reisegepäckverkehr“ und am 15. November auch für den Güterverkehr eröffnet werden.
- 24. November: Als erste westösterreichische Eisenbahnstrecke wird die Unterinntalbahn von der bayerischen Grenze bis Innsbruck eröffnet.

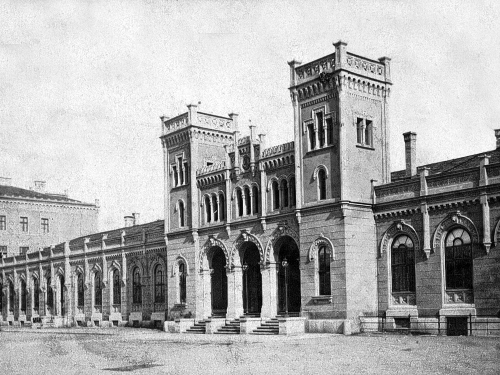
Der Bahnhof Linz an der Westbahn

- 15. Dezember: Die Westbahn geht auf dem Teilstück von Wien Westbahnhof nach Linz in Betrieb.

### Wissenschaft und Technik

#### Afrikaforschung
- 13. Februar: Auf der Suche nach der Quelle des Nils entdecken die britischen Afrikaforscher Richard Francis Burton und John Hanning Speke den Tanganjikasee.

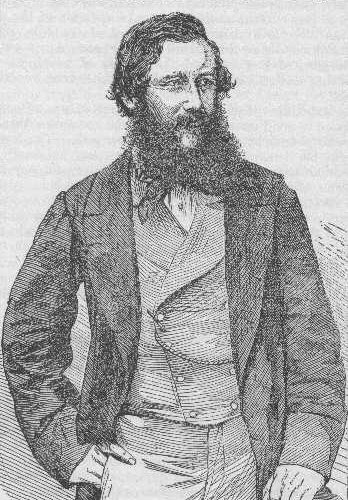
John Hanning Speke

- 3. August: Auf seiner Suche nach der Quelle des Nils gelangt der Brite John Hanning Speke als erster Europäer an den Viktoriasee.

#### Astronomie

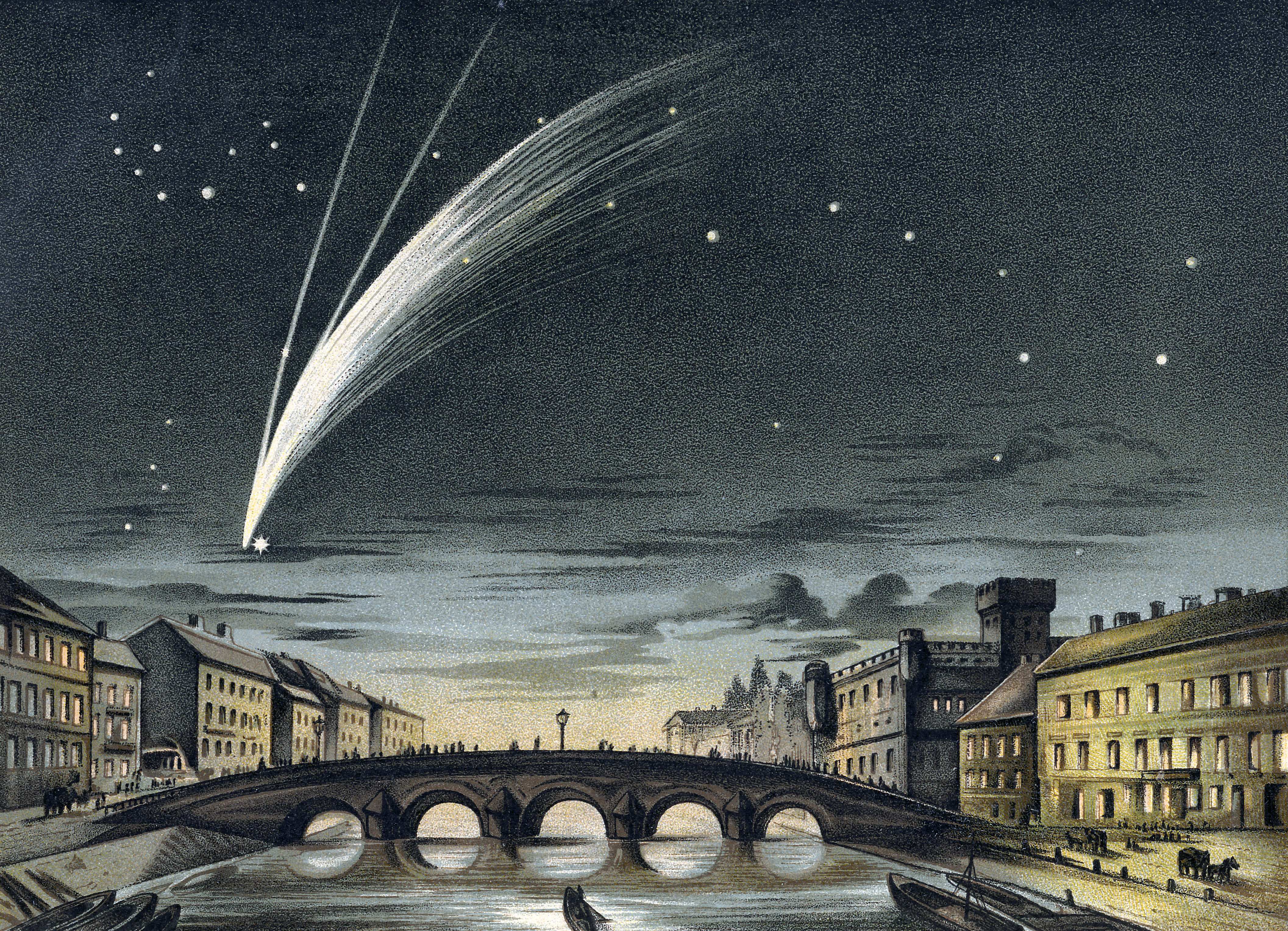
Komet Donati

- 2. Juni: Der Große Komet Donati (C/1858 L1) wird vom italienischen Astronomen Giambattista Donati entdeckt. In den Folgemonaten entwickelt er sich zu einer auch freiäugig imposanten Himmelserscheinung, wodurch sich viele vor drohendem Unheil ängstigen.
- 28. September: Am inzwischen sehr hellen Kometen Donati gelingt dem britischen Fotografen William Usherwood als Erstem das Foto eines Schweifsterns. In der folgenden Nacht schießt auch der US-Astronom William Cranch Bond ein Bild des Kometen.

#### Mathematik und Physik
- Julius Plücker entdeckt die Kathodenstrahlen (später als freie Elektronen identifiziert) in einer Gasentladungsröhre, die magnetisch abgelenkt werden.

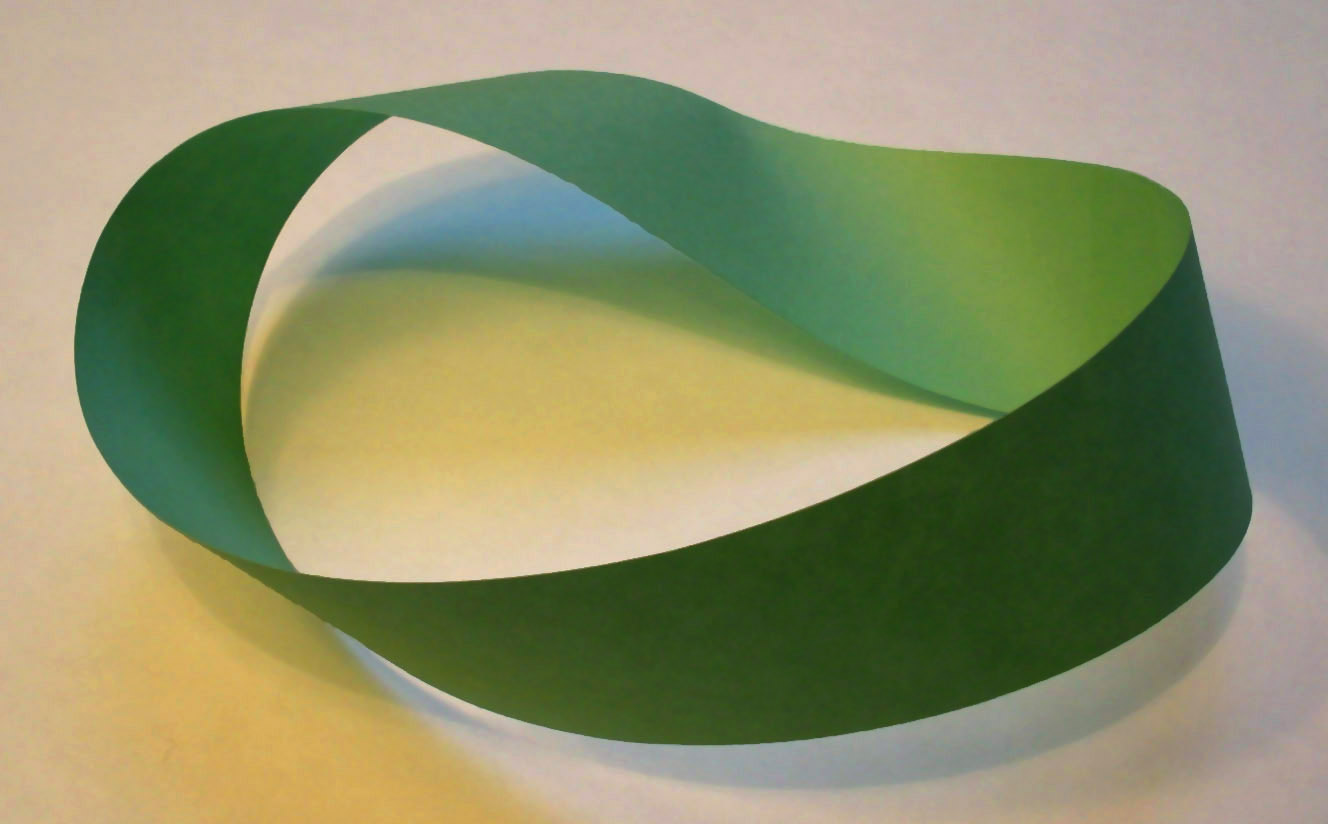
Möbiusband

- August Ferdinand Möbius entwickelt das Möbiusband.

#### Paläontologie
- Friedrich August von Quenstedt veröffentlicht sein paläontologisches Standardwerk Der Jura.

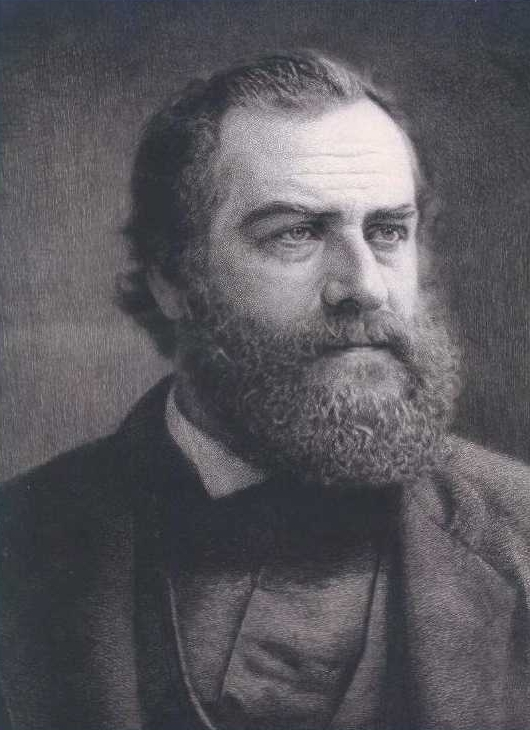
Joseph Leidy

- Joseph Leidy entdeckt das erste fast intakte Skelett eines Dinosauriers in Nordamerika, den Hadrosaurus foulkii.

#### Sonstige wissenschaftliche und technische Ereignisse
- Erste geglückte Verlegung eines Unterseekabels Europa–USA
- Der Lac des Settons wird aufgestaut.
- Max Preßler löst mit seinem Buch Der rationelle Waldwirth und sein Waldbau des höchsten Ertrags eine bis ins erste Drittel des 20. Jahrhunderts andauernde forstwirtschaftliche Debatte um die Bodenreinertragslehre aus.
- Friedrich Eduard Hoffmann erhält das preußische Patent für den von ihm entwickelten Hoffmannschen Ringofen zum effektiven kontinuierlichen Brennen von Ziegeln, Kalk und Gips.
- Der französische Fotograf Nadar nimmt die ersten Luftaufnahmen von einem Fesselballon aus auf.

### Kultur

#### Architektur und Bildende Kunst
- 16. Februar: Nahe bei Xanten finden sechs Fischer im Ufergelände des Rheins den Xantener Knaben, eine bronzene Statue aus römischer Zeit.
- April: Einige Mitglieder der Präraffaeliten gründen den Hogarth Club.
- In Manhattan beginnen die Bauarbeiten für den Central Park.

#### Musik und Theater

##### Oper
- 14. Januar: In Köln wird Max Bruchs Oper Scherz, List und Rache auf das Libretto von Ludwig Bischoff uraufgeführt. Die literarische Vorlage stammt von Johann Wolfgang von Goethe.
- 15. Mai: Mit der Oper Les Huguenots von Giacomo Meyerbeer wird die Royal Italian Opera im Londoner Covent Garden in ihrer heutigen Form eröffnet, nachdem sie am 5. März 1856 abgebrannt ist.

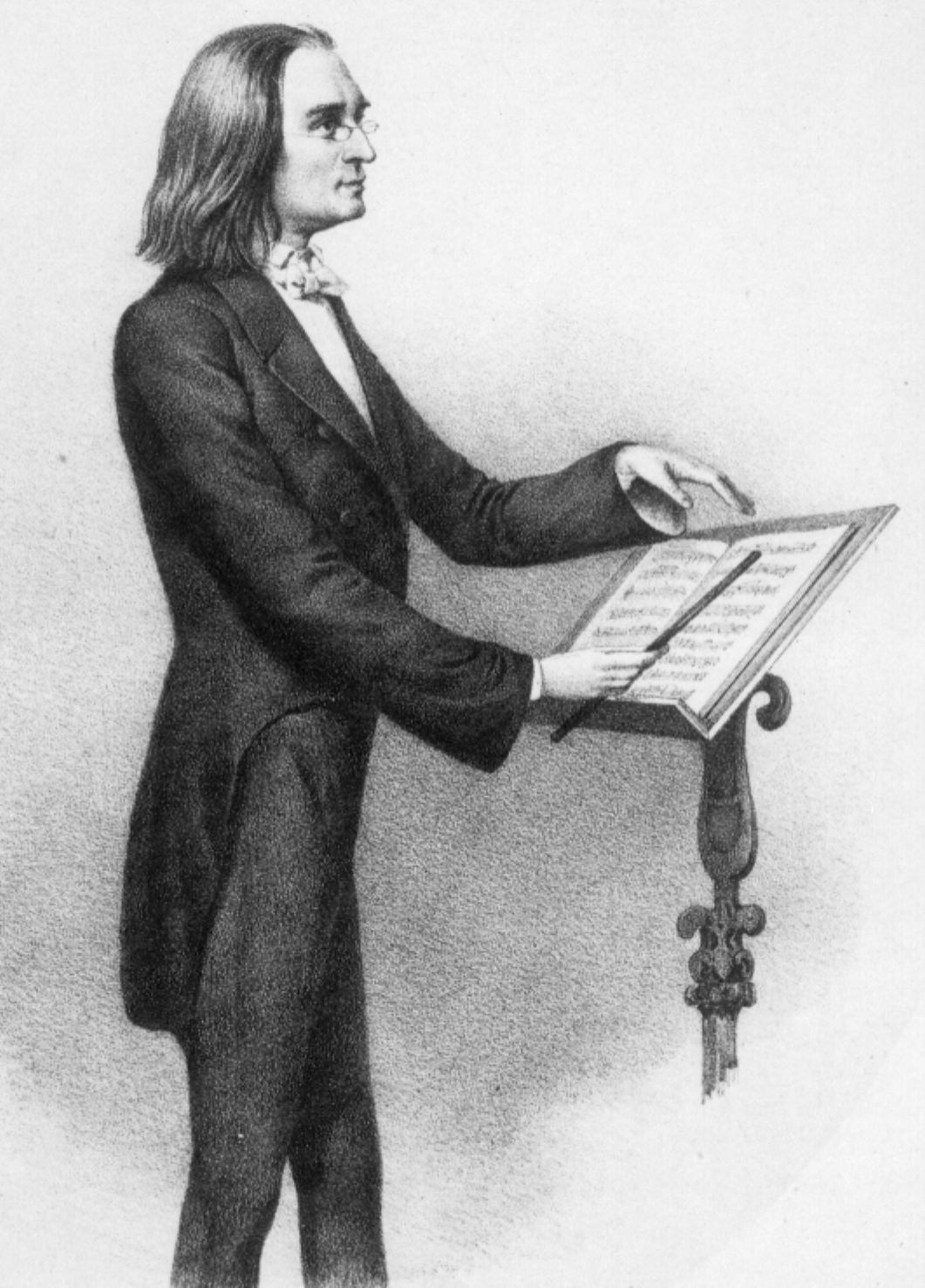
Franz Liszt als Dirigent in Weimar

- 15. Dezember: Bei der Uraufführung der komischen Oper Der Barbier von Bagdad von Peter Cornelius am Weimarer Hoftheater kommt es zu einem Theaterskandal, als Gegner des am Dirigentenpult stehenden Franz Liszt die Aufführung stören. Liszt beendet daraufhin seine Tätigkeit als Dirigent in Weimar.

##### Operette
- 3. März: Mesdames de la Halle, eine opérette-bouffe in einem Akt von Jacques Offenbach mit einem Libretto von Armand Lapointe wird am Théâtre des Bouffes-Parisiens in Paris uraufgeführt.
- 19. April: Die Uraufführung der einaktigen Operette La chatte métamorphosée en femme (Die verwandelte Katze) von Jacques Offenbach mit dem Libretto von Eugène Scribe erfolgt am Théâtre des Bouffes-Parisiens in Paris.

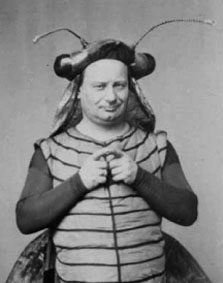
Der Komiker Désiré als Jupiter, der sich Eurydike in Gestalt einer Fliege nähert (bei der Uraufführung 1858)

- 21. Oktober: Am Théâtre des Bouffes-Parisiens in Paris erfolgt die Uraufführung der Operette Orpheus in der Unterwelt von Jacques Offenbach. Offenbachs erstes abendfüllendes Werk auf ein Libretto von Hector Crémieux wird ein sensationeller Erfolg.

##### Instrumentalmusik
- 30. Januar: Das Hallé-Orchester hat in seiner Heimatstadt Manchester den ersten Auftritt als Sinfonieorchester.
- 24. November: Johann Strauss gibt mit seinem Bruder Josef ein Konzert im Großen Zeisig, einem Gasthaus am Spittelberg in Wien. Dabei hat unter anderem die Tritsch-Tratsch-Polka mit großem Erfolg ihre Uraufführung. Die beim Verleger Carl Haslinger erschienenen Klaviernoten sind binnen weniger Stunden vergriffen.
- 25. Dezember: In der Pariser Madeleine wird das Oratorio de Noël von Camille Saint-Saëns uraufgeführt.
- Das 1. Klavierkonzert von Camille Saint-Saëns hat mit Erfolg seine Uraufführung. Das Werk ist der Pianistin Marie Jaëll gewidmet.

##### Sonstiges
- 5. Dezember: Das Münchner Marionettentheater gibt mit Prinz Rosenroth und Prinzessin Lilienweiß oder die bezauberte Lilie seine erste Vorstellung. Es gilt als älteste stationäre Bühne für Marionetten im deutschsprachigen Gebiet.

### Gesellschaft

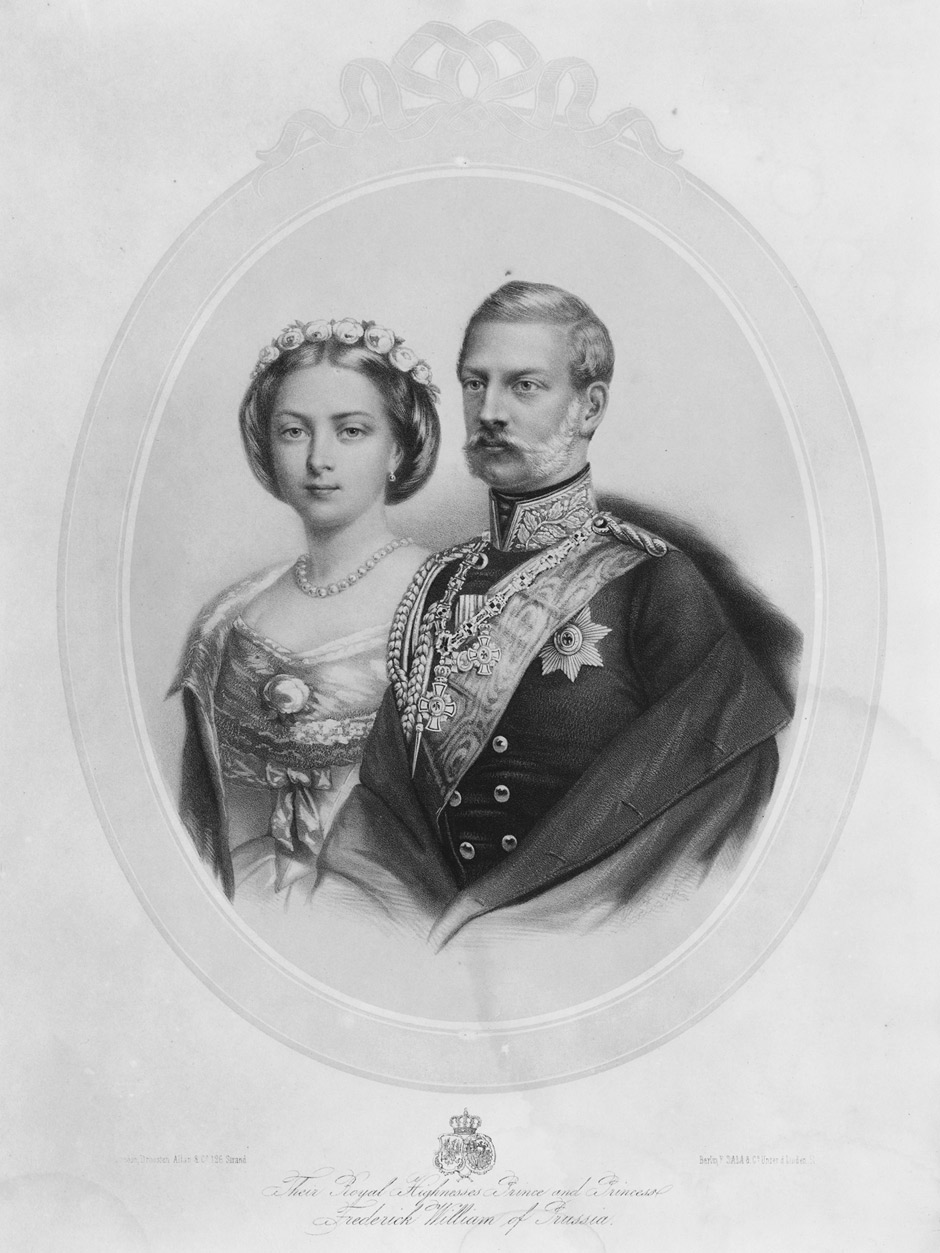
Victoria und Friedrich

- 29. Januar: Der preußische Kronprinz Friedrich-Wilhelm heiratet Victoria von Großbritannien und Irland, die Tochter der britischen Königin Victoria.

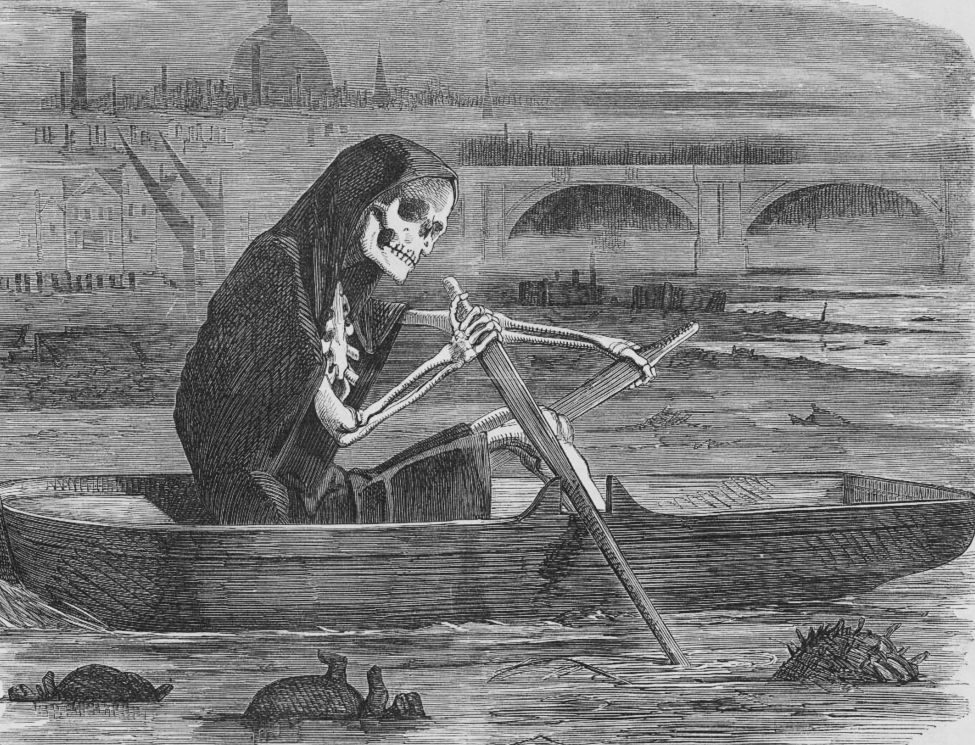
The Silent Highwayman – Cartoon aus Punch zum Großen Gestank

In London kommt es im Sommer auf Grund des ungehinderten Einleitens von Abwasser in die Themse zum Großen Gestank. Das Parlament beschließt daraufhin den Bau des Londoner Abwassersystems und stellt drei Millionen Pfund dafür bereit. Unter anderem beginnt unter der Leitung des Ingenieurs Joseph Bazalgette der Bau der Crossness Pumping Station durch den Architekten Charles Henry Driver.
- In New York wird der Swill milk scandal aufgedeckt.

### Religion
- 11. Februar: Bernadette Soubirous widerfährt die erste von 18 Marienerscheinungen bei einer Grotte in Lourdes.
- 12. Februar: In Japan werden Fumien abgeschafft, durch deren öffentliches Betreten im Zweifel der Beweis zu führen war, dass man dem Christentum nicht anhing.
- 3. Mai: In der Enzyklika Amantissimi redemptoris wendet sich Papst Pius IX. gegen die an einigen Orten beobachtete Entwicklung, dass die Messfeier nicht mehr der Priester praktiziert. Der Papst ermahnt alle Priester zur pflichtgemäßen Amtsausübung.
- 15. Juni: Adolf Jellinek hält die Einweihungsrede bei der Eröffnung des nach Plänen von Ludwig Förster errichteten Leopoldstädter Tempels.

### Katastrophen
- 21. Februar: Ein Erdbeben zerstört die griechische Stadt Korinth. Sie wird danach sechs Kilometer entfernt wieder aufgebaut.
- 28. Mai: Bei einem Vulkanausbruch des Vesuvs werden die Orte Fosso della Vetrana, Fosso Grande und Piano delle Ginestre verschüttet.
- 13. Juni: Bis zu 250 Passagiere und Besatzungsmitglieder kommen ums Leben, als auf dem Mississippi River in der Nähe von Memphis die Kessel des Raddampfers Pennsylvania explodieren und das Schiff abbrennt.

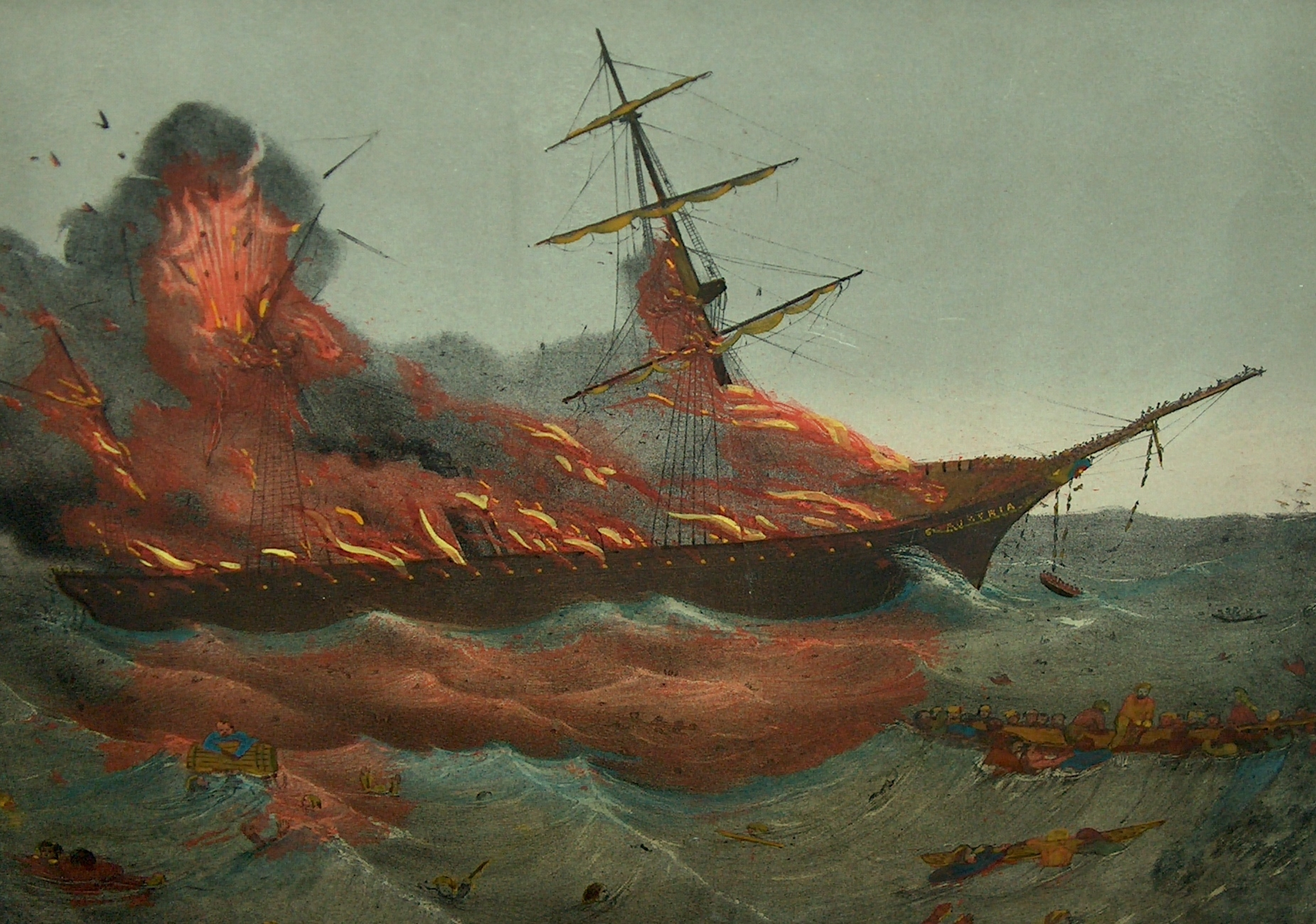
Der Brand der SS Austria, Lithografie (Künstler und Entstehungsdatum unbekannt)

- 13. September: Bei dem durch ein Feuer an Bord verursachten Untergang des deutschen Passagierdampfers Austria sterben 471 Passagiere und Besatzungsmitglieder.

### Sport
- 3. Juni: Francis Thomas Gregory besteigt in Westaustralien als erster Europäer den größten Monolithen der Erde. Gregory benennt den Berg kurze Zeit danach Mount Augustus, wobei er seinen Bruder zum Namenspaten nimmt.
- 11. August: Christian Almer, Charles Barrington und Peter Bohren gelingt die Erstbesteigung des als unbesteigbar geltenden Eiger in den Berner Alpen.
- 11. September: Eine vierköpfige Bergsteigergruppe steht erstmals in den Walliser Alpen auf dem Dom, dem höchsten Berg, der vollständig innerhalb der Schweiz liegt.

## Historische Karten und Ansichten

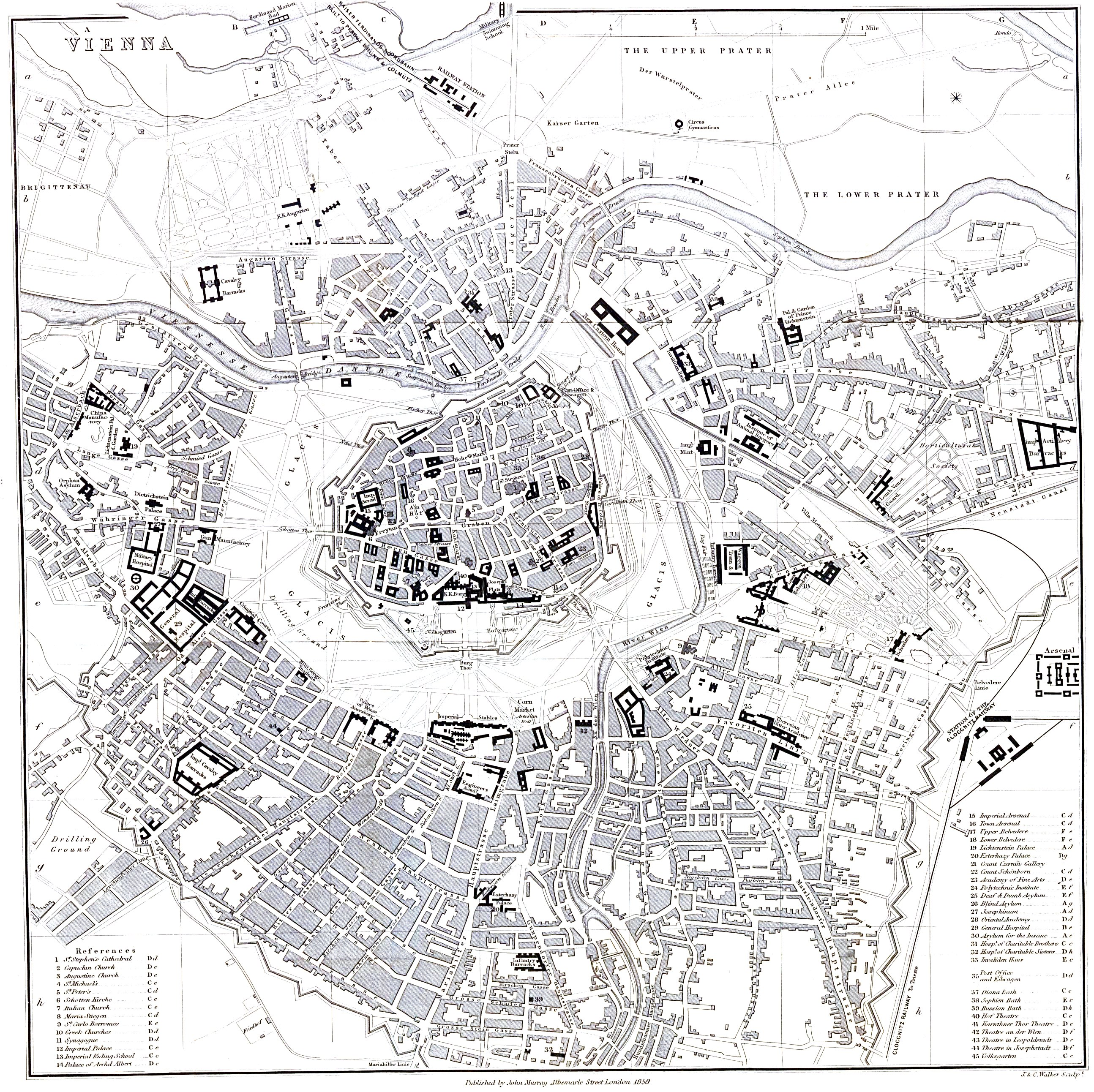
Wien 1858
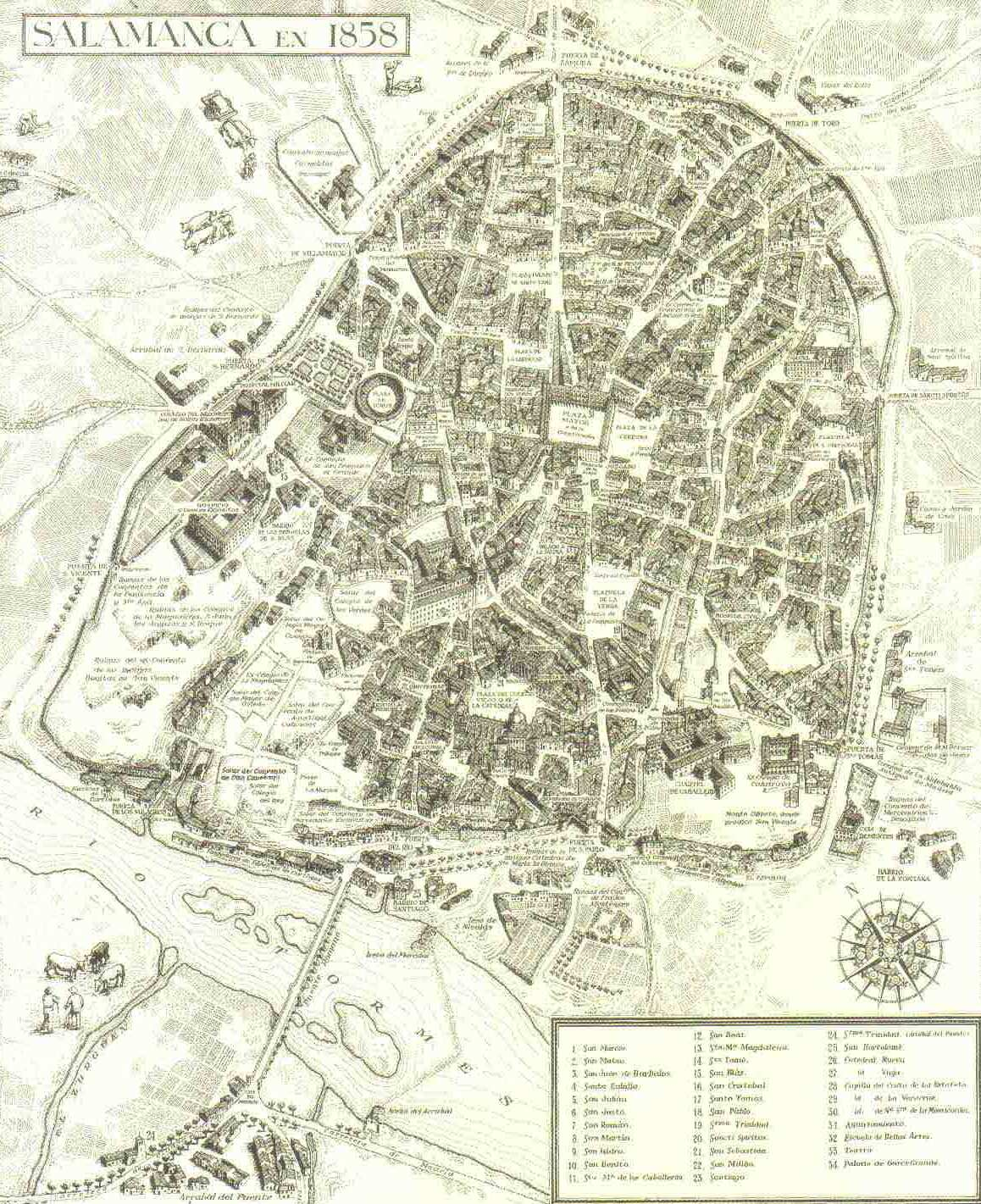
Salamanca 1858

## Geboren

### Januar
- 03. Januar: Richard Franck, deutscher Komponist und Pianist († 1938)
- 03. Januar: Léon Ringuet, kanadischer Organist, Dirigent und Komponist († 1932)
- 04. Januar: Friedrich Christian Georg Ahlborn, deutscher Zoologe und Physiker († 1937)
- 04. Januar: Carter Glass, US-amerikanischer Politiker († 1946)
- 05. Januar: Gustaf af Geijerstam, schwedischer Schriftsteller († 1909)
- 05. Januar: Lucien-Léon Guillaume Lambert, französischer Komponist und Pianist († 1945)

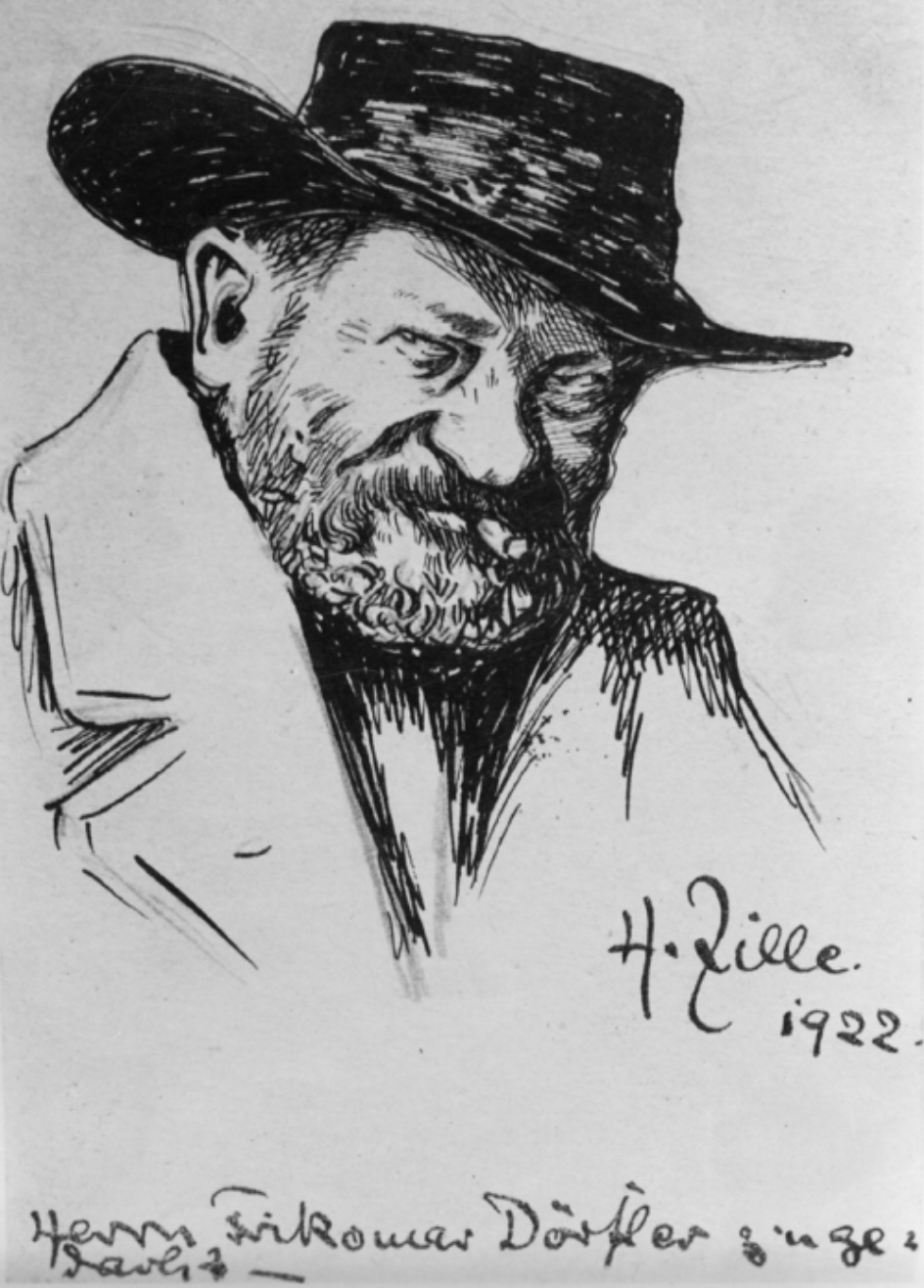
Heinrich Zille, 1922

- 10. Januar: Heinrich Zille, deutscher Maler, Zeichner und Fotograf († 1929)
- 13. Januar: Oskar Minkowski, deutscher Mediziner († 1931)
- 14. Januar: Johannes Lippmann, deutscher Maler und Lithograf († 1935)
- 15. Januar: Archibald Gracie, US-amerikanischer Historiker, Geschäftsmann und Schriftsteller († 1912)
- 15. Januar: Giovanni Segantini, italienischer Maler († 1899)
- 16. Januar: Eugen Zintgraff, deutscher Afrikaforscher und Kolonialpropagandist († 1897)
- 17. Januar: Carl Benscheidt, deutscher Schuhleistenfabrikant, Unternehmer und Gründer des Fagus-Werkes († 1947)
- 19. Januar: Georg von Below, deutscher Verfassungs- und Wirtschaftshistoriker († 1927)
- 20. Januar: Enrique Reig y Casanova, spanischer Geistlicher, Erzbischof von Toledo und Kardinal († 1927)
- 22. Januar: Frederick Lugard, britischer Afrika-Forscher († 1945)
- 22. Januar: Beatrice Webb, englische Sozialistin und Sozialreformerin († 1943)
- 23. Januar: Lisa Wenger, Schweizer Künstlerin († 1941)
- 28. Januar: Eugène Dubois, niederländischer Anatom und Geologe († 1940)
- 28. Januar: Abraham Hammerschmidt, deutscher Rechtsanwalt, Notar und Politiker († 1934)
- 28. Januar: Gerhard Korte, deutscher Bergwerksbetreiber († 1945)
- 28. Januar: Tannatt William Edgeworth David, britischer Geologe, Landvermesser und Polarforscher († 1934)
- 29. Januar: Otto Baumgarten, deutscher evangelischer Theologe († 1934)
- 31. Januar: André Antoine, französischer Bühnenleiter († 1943)

### Februar
- 01. Februar: Anton Messmer, Schweizer Kaufmann und Politiker († 1937)
- 03. Februar: Porter J. McCumber, US-amerikanischer Politiker († 1933)
- 04. Februar: Carl Seitz, deutscher Mediziner († 1942)
- 10. Februar: Alice Heine, Herzogin von Richelieu und Fürstin von Monaco († 1925)
- 11. Februar: Johannes Bolte, deutscher Literaturwissenschaftler, Volkskundler und Erzählforscher († 1937)
- 11. Februar: Désiré Thomassin, österreichischer Maler und Komponist († 1933)
- 14. Februar: Joseph Thomson, schottischer Entdecker und Afrikareisender († 1895)
- 15. Februar: William Henry Pickering, US-amerikanischer Astronom († 1938)
- 17. Februar: Vincenzo Ferroni, italienischer Komponist und Musikpädagoge († 1934)
- 18. Februar: Louise von Belgien, belgische Prinzessin († 1924)
- 18. Februar: Wilhelm Schmidt, deutscher Ingenieur und Erfinder († 1924)
- 18. Februar: Charles Henri Hubert Spronck, niederländischer Mediziner († 1932)
- 19. Februar: Tobias Matthay, englischer Musikpädagoge, Pianist und Komponist († 1945)
- 20. Februar: Howard Atwood Kelly, US-amerikanischer Gynäkologe († 1943)
- 21. Februar: Oldfield Thomas, britischer Zoologe († 1929)
- 22. Februar: Gus Hill, US-amerikanischer Vaudevillekünstler und -produzent († 1937)
- 23. Februar: Johann Peter, österreichischer Schriftsteller († 1935)
- 24. Februar: Marie Louise von Larisch-Wallersee, deutsche Erpresserin von Kaiser Franz Joseph I. († 1940)
- 26. Februar: Heinrich Philippsen, schleswig-holsteinischer Heimatforscher († 1936)

### März
- 01. März: Jan de Vries, niederländischer Mathematiker († 1940)
- 01. März: Georg Simmel, deutscher Soziologe und Kulturphilosoph († 1918)
- 02. März: Olga Gebauer, deutsche Hebamme und eine Gründerin des Vorläufers des Deutschen Hebammenverbandes († 1922)
- 03. März: Heinrich Brockhaus, deutscher Kunsthistoriker († 1941)
- 04. März: Otto Mügge, deutscher Mineraloge († 1932)
- 05. März: Anton Elter, deutscher Altphilologe († 1925)
- 05. März: José Relvas, portugiesischer Politiker und Ministerpräsident von Portugal († 1929)
- 06. März: Gustav Wied, dänischer Schriftsteller († 1914)
- 06. März: Jiří Polívka, tschechischer Slawist, Literaturwissenschaftler und Folklorist († 1933)
- 08. März: Marie Lang, österreichische Frauenrechtlerin († 1934)
- 11. März: Thomas James Clarke, irischer Revolutionär († 1916)
- 11. März: Jean Charles Naber, niederländischer Rechtswissenschaftler († 1950)
- 13. März: Gerald Portal, britischer Diplomat in Afrika († 1894)
- 14. März: Arturo Berutti, argentinischer Komponist († 1938)
- 14. März: Edmund König, deutscher Pädagoge, Kommunalpolitiker und Philosoph († 1939)
- 14. März: Eduard von Toll, russischer Natur- und Polarforscher († 1902)
- 17. März: Policarpo Bonilla, Präsident von Honduras († 1928)
- 17. März: William E. Chilton, US-amerikanischer Politiker († 1939)

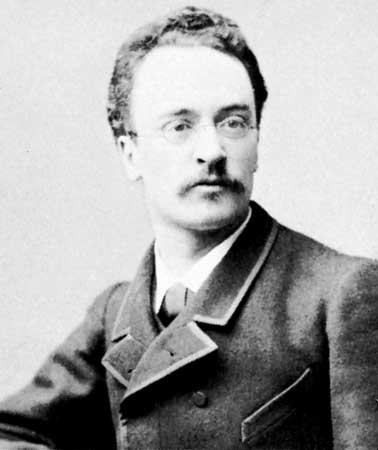
Rudolf Diesel, 1883

- 18. März: Rudolf Diesel, deutscher Ingenieur und Erfinder († 1913)
- 19. März: Kang Youwei, chinesischer Reformer, Pädagoge und Philosoph († 1927)
- 19. März: Virgile Rossel, Schweizer Nationalratspräsident und Politiker († 1933)
- 22. März: Louis Baur, Schweizer Kaufmann und Handelsagent († 1915)
- 22. März: Hans Meyer, deutscher Geograph, Bergsteiger und Afrikaforscher († 1929)
- 23. März: Adolph Hoffmann, deutscher Politiker und MdR († 1930)

Ludwig Quidde, ca. 1918

- 23. März: Ludwig Quidde, deutscher Historiker, Politiker und Pazifist († 1941)
- 26. März: Luis Barros Borgoño, chilenischer Politiker († 1943)
- 28. März: Willem Alberda van Ekenstein, niederländischer Chemiker († 1937)

### April
- 01. April: Friedrich Springorum, deutscher Manager († 1938)
- 02. April: Alfons Szczerbiński, polnischer Komponist und Musikpädagoge († 1895)
- 03. April: Albert Samain, französischer Lyriker († 1900)
- 04. April: Robert Stock, deutscher Pionier der Telekommunikation († 1912)
- 05. April: Ernst Falkenthal, deutscher Kolonialbeamter († 1911)
- 06. April: Augustin Warlo, deutscher Landmesser und Mitglied des Reichstags († 1918)
- 07. April: Rachel Beer, britische Journalistin, Redakteurin und Zeitungsverlegerin († 1927)
- 09. April: May Robson, australisch-amerikanische Schauspielerin († 1942)
- 10. April: Elbridge Ayer Burbank, US-amerikanischer Maler († 1949)
- 12. April: Alfred Emil Oskar Agster, deutscher Politiker († 1904)
- 14. April: Harald Friedrich, deutscher Maler († 1933)
- 14. April: Cella Thoma, deutsche Malerin († 1901)
- 15. April: Lina Bögli, Schweizer Reiseschriftstellerin († 1941)

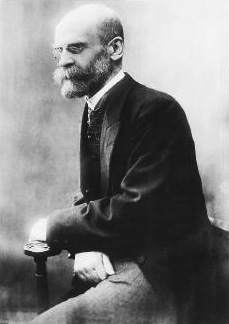
Émile Durkheim

- 15. April: Émile Durkheim, französischer Soziologe († 1917)
- 16. April: Stanisław Barcewicz, polnischer Pianist, Kammermusiker, Dirigent und Musikpädagoge († 1929)
- 16. April: Basilio Pompili, italienischer Kardinal der römisch-katholischen Kirche († 1931)
- 16. April: Johann Flierl, deutscher Missionar († 1947)
- 18. April: Corrado Ricci, italienischer Archäologe und Kunsthistoriker († 1934)
- 19. April: Siegfried Ochs, deutscher Chorleiter und Komponist († 1929)
- 20. April: Michaele Helene Aronheim, deutsche Wohltäterin († 1943)
- 20. April: Auguste Chapuis, französischer Komponist, Organist und Musikpädagoge († 1933)
- 20. April: Carlos Luis Spegazzini, italienisch-argentinischer Botaniker und Mykologe († 1926)
- 23. April: Ramabai Dongre Medhavi, indische Sozialreformerin († 1922)

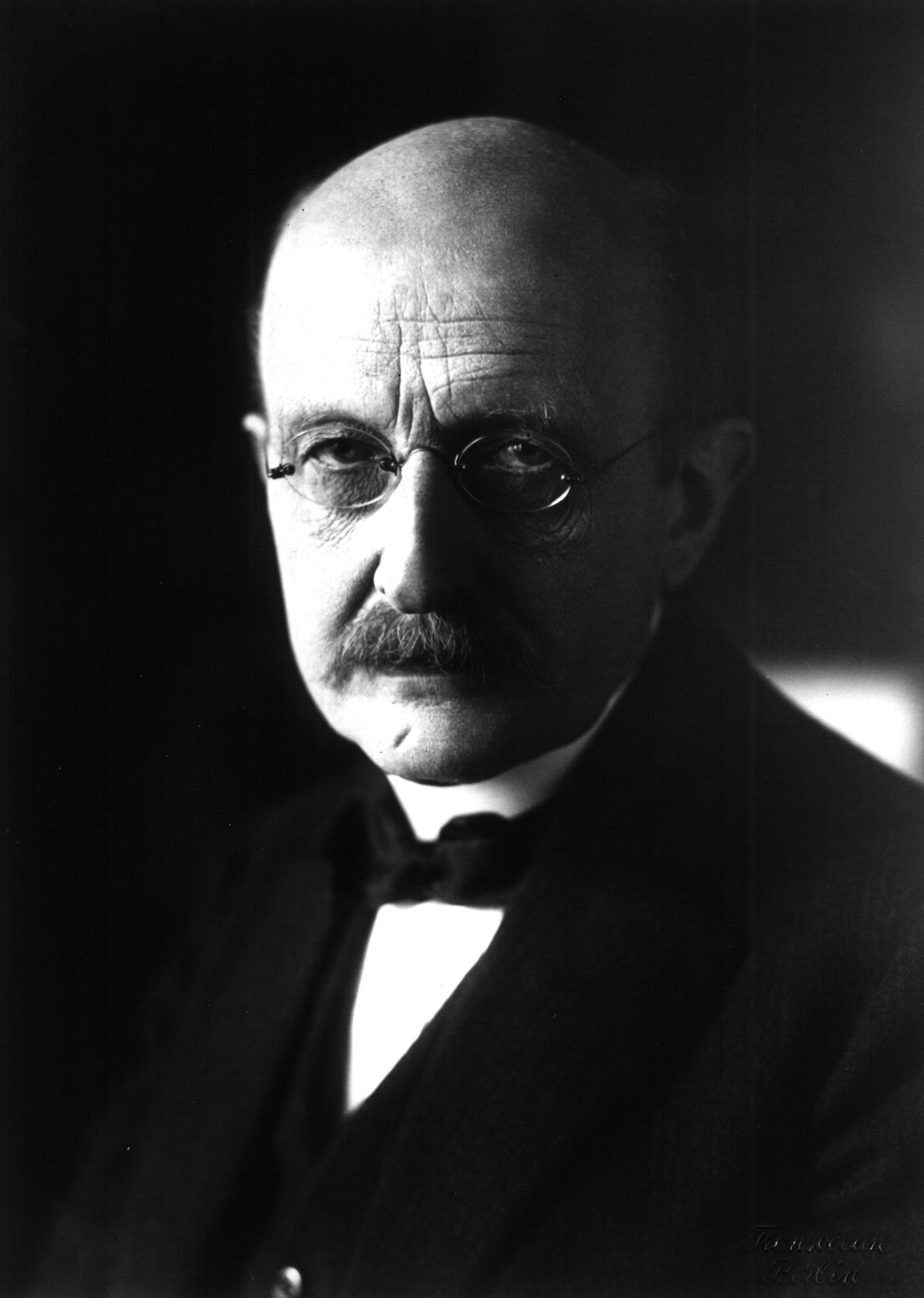
Max Planck etwa 1930

- 23. April: Max Planck, deutscher Physiker, gilt als Begründer der Quantentheorie († 1947)
- 23. April: Ethel Smyth, englische Komponistin, Dirigentin, Schriftstellerin und Frauenrechtlerin († 1944)
- 25. April: Raffaele Scapinelli di Leguigno, italienischer römisch-katholischer Kardinal († 1933)
- 27. April: Hilda Sehested, dänische Pianistin und Komponistin († 1936)

### Mai
- 10. Mai: Willem Leonard Pieter Arnold Molengraaff, niederländischer Rechtswissenschaftler († 1931)
- 11. Mai: Carl Hauptmann, deutscher Dramatiker und Schriftsteller († 1921)
- 19. Mai: Roland Bonaparte, französischer Wissenschaftler, Anthropologe und Schriftsteller († 1924)
- 20. Mai: Emma Adler, österreichische Journalistin und Schriftstellerin († 1935)
- 20. Mai: Friedrich Robert Kretschmann, deutscher Arzt und Pionier der Ohrenheilkunde († 1934)
- 22. Mai: Jurij Pilk, sorbischer Komponist († 1926)
- 27. Mai: Christian Grünig, Schweizer Landwirt, Pietist und Anhänger der Heiligungsbewegung († 1925)
- 28. Mai: Heinrich Wolf, deutscher Schriftsteller († 1942)
- 30. Mai: Pius Ferdinand Messerschmitt, deutscher Maler († 1915)

### Juni
- 01. Juni: Alice Barbi, italienische Violinistin, Sängerin und Komponistin († 1948)
- 01. Juni: Ernesto Quesada, argentinischer Soziologe, Jurist, Publizist, Historiker und Sprachwissenschaftler († 1934)
- 04. Juni: Otto Tschirch, deutscher Historiker († 1941)
- 10. Juni: Gustav Kemmann, deutscher Verkehrswissenschaftler († 1931)
- 10. Juni: Berthold Riehl, deutscher Kunsthistoriker († 1911)
- 12. Juni: Henry Hamilton Johnston, englischer Afrikaforscher († 1927)
- 14. Juni: Carl Heinrich Stratz, deutscher Gynäkologe († 1924)
- 16. Juni: William D. Boyce, US-amerikanischer Unternehmer und Verleger († 1929)

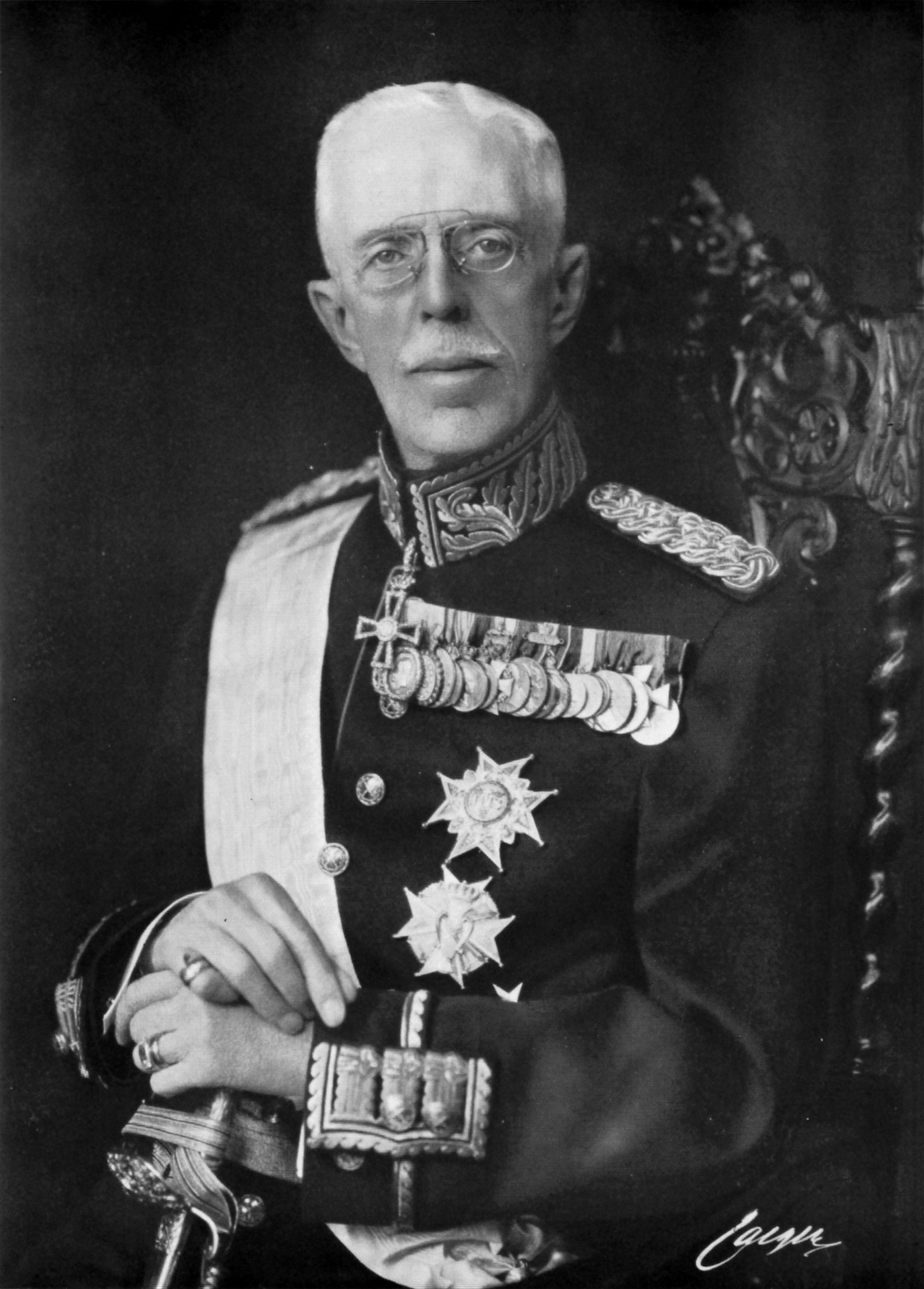
Gustav V. von Schweden

- 16. Juni: Gustav V., König von Schweden († 1950)
- 16. Juni: John Peter Russell, australischer Maler, der „verlorene Impressionist“ († 1930)
- 18. Juni: Ludwig Johannes Tschischko, lettischer Pastor und evangelischer Märtyrer († 1918)
- 18. Juni: William C. Redfield, US-amerikanischer Politiker († 1932)
- 19. Juni: Dirk Fock, Gouverneur von Suriname († 1941)
- 20. Juni: Charles Hardinge, 1. Baron Hardinge of Penshurst, Vizekönig von Indien (1910–1916) († 1944)
- 21. Juni: Medardo Rosso, italienischer Bildhauer († 1928)
- 24. Juni: George von Lengerke Meyer, US-amerikanischer Politiker († 1918)
- 25. Juni: Georges Courteline, französischer Schriftsteller († 1929)
- 27. Juni: Demetrio Camuzzi, Schweizer Architekt und Politiker († 1899)
- 29. Juni: Leopold von Casselmann, deutscher Politiker († 1930)
- 29. Juni: George Washington Goethals, Offizier der US-Armee und Ingenieur († 1928)
- 29. Juni: Ludwig Heinrich Ihmels, deutscher Theologe und Landesbischof von Sachsen († 1933)
- 30. Juni: Robert Browne Hall, US-amerikanischer Komponist und Dirigent († 1907)
- 30. Juni: Henri Hyvernat, franko-amerikanischer Koptologe, Semitist und Orientalist († 1941)
- 30. Juni: Jesse Fuller McDonald, US-amerikanischer Politiker († 1942)
- 30. Juni: Julius von Waldthausen, deutscher Diplomat († 1935)

### Juli
- 02. Juli: Georg Heinrich Maria Kirstein, Bischof von Mainz († 1921)
- 06. Juli: Heinrich Otto, deutscher Maler († 1923)
- 09. Juli: Franz Boas, deutscher Ethnologe († 1942)
- 13. Juli: Cesare Pollini, italienischer Pianist, Komponist, Dirigent, Musikpädagoge und Konzertveranstalter († 1912)
- 13. Juli: Otto Rossbach, deutscher Altphilologe und Archäologe († 1931)
- 13. Juli: Emil Strub, Schweizer Konstrukteur, Ingenieur, Bahnbauer und Erfinder († 1909)
- 14. Juli: Friedrich von Feilitzsch, Politiker im Fürstentum Schaumburg-Lippe und dessen erster Ministerpräsident († 1942 in Bückeburg)
- 15. Juli: Emmeline Pankhurst, britische feministische Theoretikerin und Philosophin († 1928)
- 16. Juli: Eugène Ysaÿe, belgischer Violinist und Komponist († 1931)
- 16. Juli: José Miguel Gómez, Präsident von Kuba 1909–1913 († 1921)
- 20. Juli: Ivan Vučetić, argentinischer Kriminologe († 1925)
- 21. Juli: Lovis Corinth, deutscher Maler († 1925)
- 21. Juli: Maria Christina von Österreich, spanische Regentin († 1929)
- 24. Juli: Jenő Ábel, ungarischer Schriftsteller, Altphilologe und Hochschullehrer († 1889)
- 24. Juli: Wolfgang Kapp, Generallandschaftsdirektor in Königsberg († 1922)
- 25. Juli: William C. McDonald, US-amerikanischer Politiker († 1918)
- 26. Juli: Karl Tappenbeck, deutscher Politiker († 1941)
- 29. Juli: Julius Emil Alfred Appelius, deutscher Jurist und Politiker († 1932)
- 31. Juli: Richard Dixon Oldham, britischer Geologe und Mitglied der Royal Society († 1936)

### August
- 01. August: Hans Rott, österreichischer Komponist und Organist († 1884)
- 02. August: Emma zu Waldeck und Pyrmont, als zweite Ehefrau Wilhelm III. Königin der Niederlande († 1934)
- 04. August: Josef Armin, österreichischer Komiker, Coupletsänger und Bühnenautor († 1925)
- 07. August: Oskar Ziethen, Bürgermeister der Stadt Lichtenberg († 1932)
- 10. August: Gaston Milhaud, französischer Wissenschaftstheoretiker und Wissenschaftshistoriker († 1918)
- 10. August: Anna J. Cooper, afroamerikanische Aktivistin, Autorin und Pädagogin († 1964)
- 11. August: Christiaan Eijkman, niederländischer Hygieniker und Nobelpreisträger († 1930)
- 12. August: Alessandro Lualdi, italienischer Geistlicher, Erzbischof von Palermo und Kardinal († 1927)
- 15. August: Emma Calvé, französische Opernsängerin († 1942)
- 15. August: Michael Hainisch, Bundespräsident der Republik Österreich († 1940)
- 15. August: Edith Nesbit, englische Autorin († 1924)
- 15. August: John K. Shields, US-amerikanischer Politiker († 1934)
- 16. August: Arthur Achleitner, deutscher Schriftsteller († 1927)
- 17. August: Robert von Diessbach, Schweizer Jurist, Heimatforscher und Tierschützer († 1917)
- 20. August: Fritz Skowronnek, deutscher Journalist und Schriftsteller († 1939)

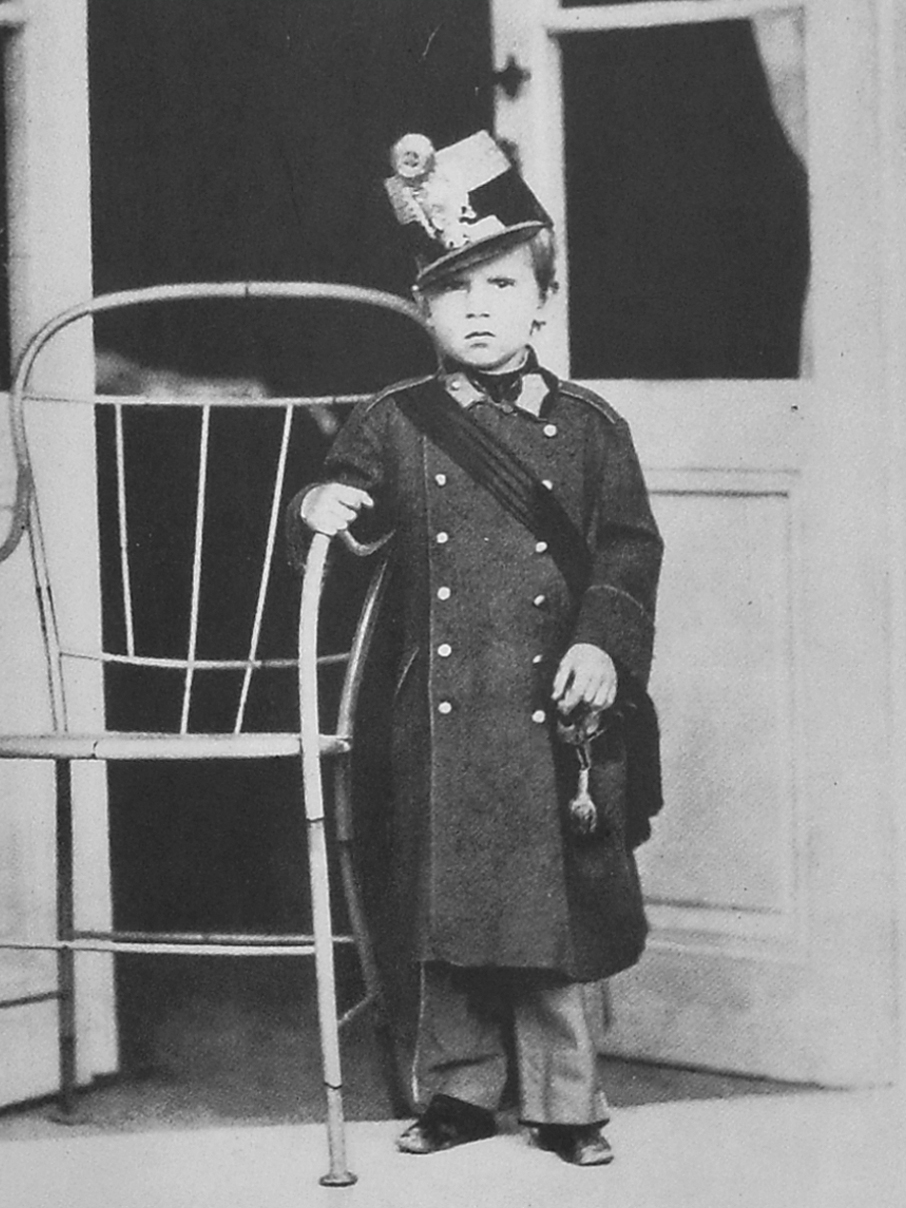
Kronprinz Rudolf an seinem 4. Geburtstag (1862)

- 21. August: Rudolf, Erzherzog und Thronfolger von Österreich-Ungarn († 1889)
- 27. August: Giuseppe Peano, italienischer Mathematiker († 1932)
- 27. August: Per Winge, norwegischer Komponist, Dirigent, Pianist und Organist († 1935)
- 28. August: Gabriel Anton, österreichischer Neurologe und Psychiater († 1933)
- 30. August: Ignaz Sowinski, österreichischer Architekt († 1917)

### September

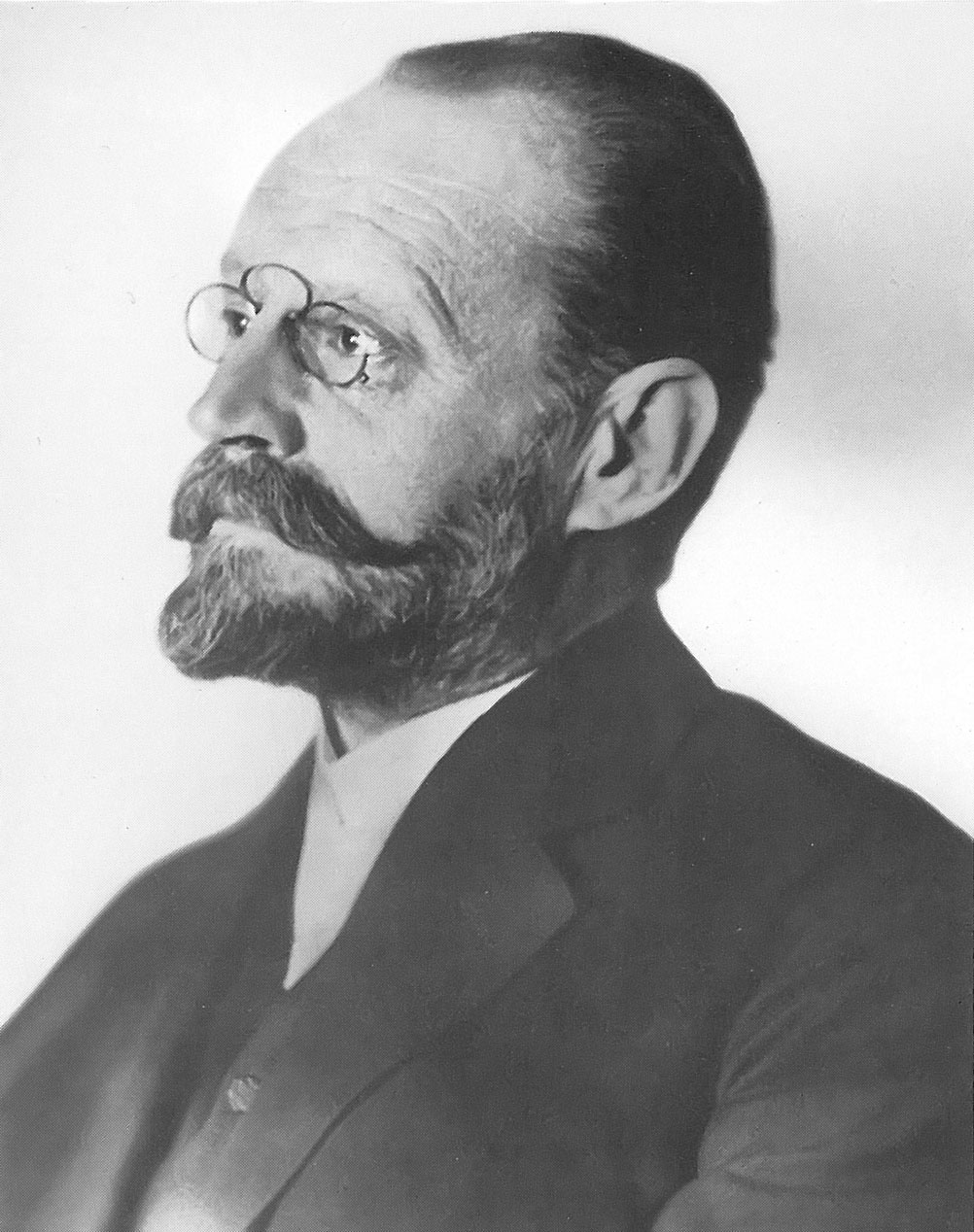
Carl Auer von Welsbach

- 01. September: Carl Auer von Welsbach, österreichischer Chemiker und Unternehmer († 1929)
- 01. September: Paul Wolters, deutscher Archäologe († 1936)
- 04. September: Adelheid Wette, deutsche Schriftstellerin († 1916)
- 12. September: Fernand Khnopff, belgischer Maler, Grafiker, Bildhauer und Kunstschriftsteller († 1921)
- 13. September: Catharinus Elling, norwegischer Komponist, Volksmusiksammler, Musikkritiker und -pädagoge († 1942)
- 13. September: August Köhler, deutscher Kolonialbeamter und Gouverneur von Togo († 1902)
- 13. September: Carl von Noorden, deutscher Internist († 1944)
- 15. September: Charles de Foucauld, französischer Adliger und Ordensgründer († 1916)
- 15. September: Jenő Hubay, ungarischer Komponist und Violinvirtuose († 1937)

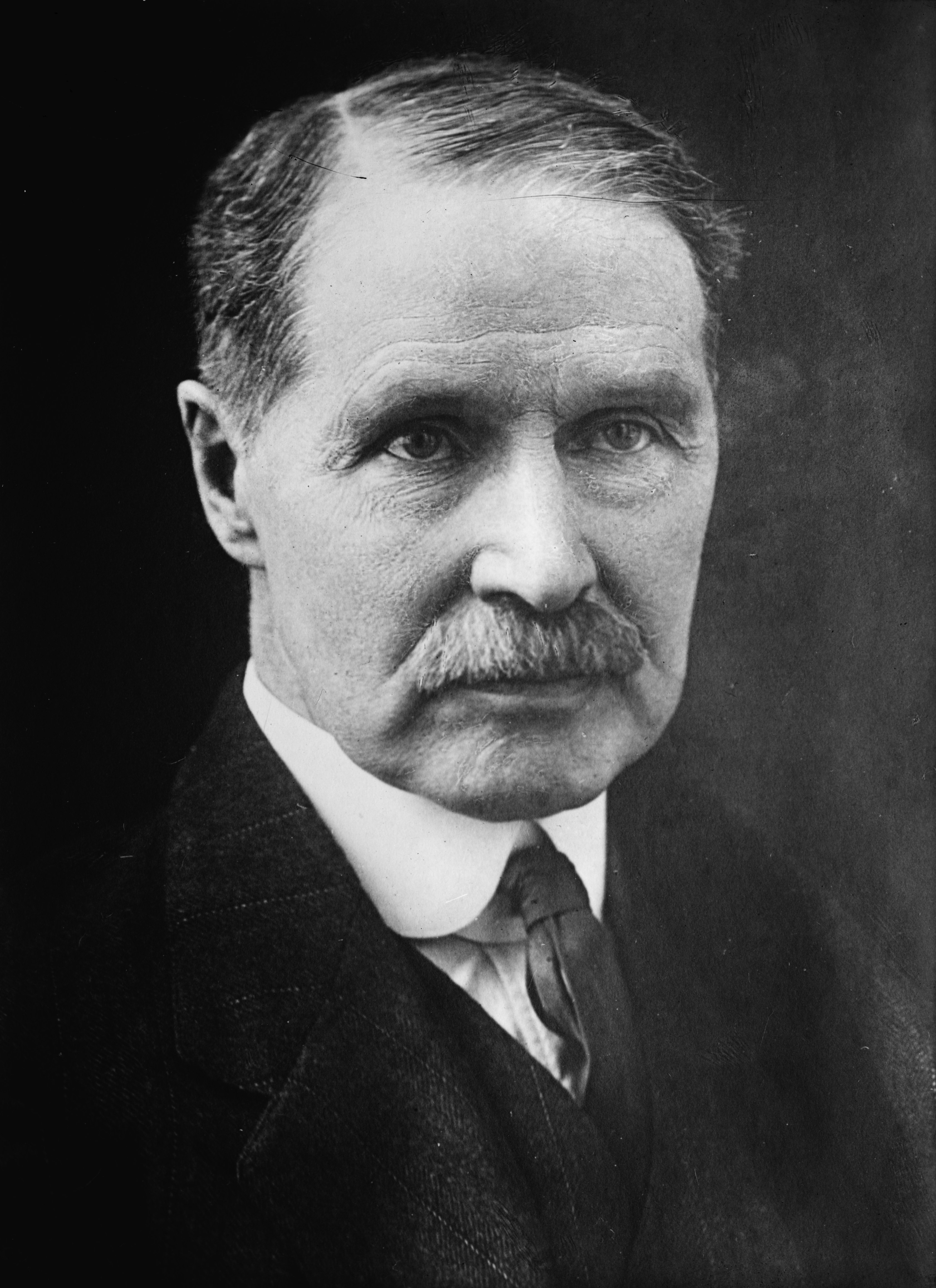
Andrew Bonar Law

- 16. September: Andrew Bonar Law, britischer Politiker und Premierminister († 1923)
- 21. September: Joseph Anton Sickinger, deutscher Gymnasiallehrer, Stadtschulrat und Schulreformer († 1930)
- 24. September: Carl Pulfrich, deutscher Physiker und Optiker († 1927)
- 25. September: Albrecht Penck, deutscher Geograph und Geologe († 1945)
- 28. September: Gustav Cleemann, deutsch-baltischer Pastor und evangelischer Bekenner († 1919)
- 28. September: Paul Gisevius, deutscher Agrarwissenschaftler († 1935)
- 28. September: Gustaf Kossinna, deutscher Philologe und Archäologe († 1931)
- 29. September: Leopoldo Mugnone, italienischer Dirigent und Komponist († 1941)

### Oktober
- 01. Oktober: Lorenz Werthmann, katholischer Priester und Gründer des Deutschen Caritasverbandes († 1921)
- 02. Oktober: Elisabeth Lüderitz, deutsche Künstlerin († 1930)
- 03. Oktober: Eleonora Duse, italienische Schauspielerin († 1924)
- 04. Oktober: Stephan Freiherr Sarkotić von Lovćen, Generaloberst der österreichisch-ungarischen Armee († 1939)
- 07. Oktober: Albert Hirth, deutscher Erfinder († 1935)
- 08. Oktober: Gjerasim Qiriazi, albanischer Pädagoge, Schriftsteller und Prediger († 1894)
- 09. Oktober: Anna Maria Petersen, deutsche Malerin († 1918)
- 12. Oktober: Pietro Maffi, italienischer römisch-katholischer Kardinal († 1931)
- 13. Oktober: Heinrich Christian Graf von Attems-Heiligenkreuz, österreichische K.u.K. Landespräsident im Herzogtum Krain und Geheimer Rat († 1937)
- 15. Oktober: John L. Sullivan, US-amerikanischer Weltmeister im Box-Schwergewicht († 1918)
- 15. Oktober: Frank Van der Stucken, US-amerikanischer Komponist und Dirigent († 1929)
- 19. Oktober: George Albert Boulenger, britischer Zoologe und Ichthyologe († 1937)
- 22. Oktober: Auguste Viktoria, deutsche Kaiserin und Gattin von Wilhelm II. († 1921)
- 22. Oktober: Giovanni Lurati, Schweizer Jurist und Politiker († 1918)
- 22. Oktober: Hermann von Littrow, österreichischer Ingenieur († 1931)
- 23. Oktober: Frank M. Byrne, US-amerikanischer Politiker († 1928)
- 24. Oktober: Wilhelm Fließ, deutscher Biologe und Arzt († 1928)
- 25. Oktober: Johann Gottlieb von Langen, deutscher Industrieller († 1940)
- 26. Oktober: Arthur Sifton, kanadischer Politiker und Richter († 1921)

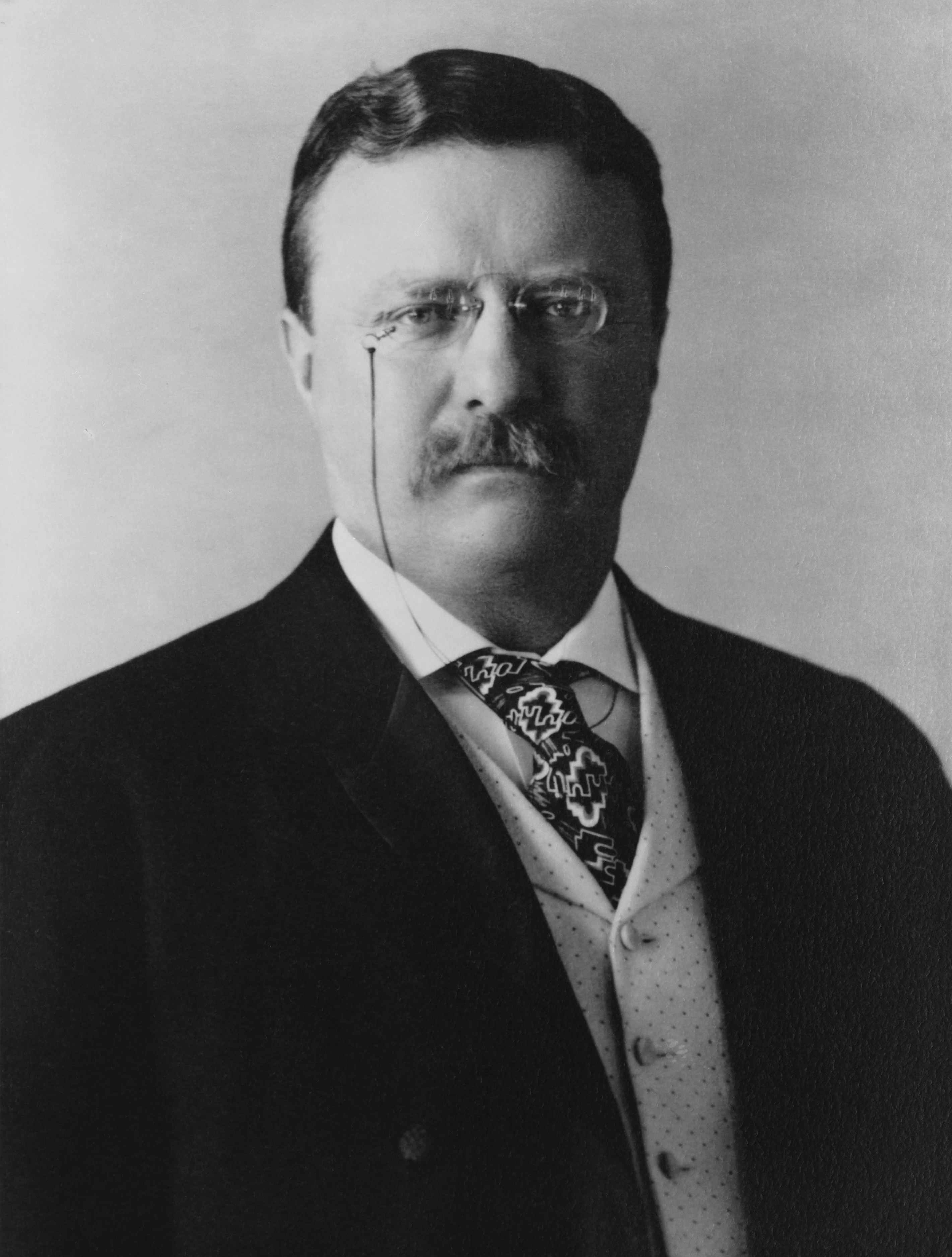
Theodore Roosevelt, 1904

- 27. Oktober: Theodore Roosevelt, US-amerikanischer Präsident und Friedensnobelpreisträger († 1919)
- 27. Oktober: Waldemar von Dänemark, dänischer Prinz († 1939)
- 28. Oktober: Friedrich von Kalitsch, deutscher Forstmann († 1938)
- 31. Oktober: Franz Ahrens, deutscher Industriebauarchitekt († 1937)
- 31. Oktober: Julius Caldeen Gunter, US-amerikanischer Politiker († 1940)

### November
- 01. November: Kurt von Morgen, deutscher Offizier und Forschungsreisender († 1928)
- 01. November: Ludwig von Struve, deutsch-baltischer Astronom († 1920)
- 05. November: Edward W. Carmack, US-amerikanischer Politiker († 1908)
- 07. November: Willibald Hentschel, deutscher Schriftsteller († 1947)
- 07. November: Achilles Schlöth, Schweizer Bildhauer († 1904)
- 08. November: Lawrence Yates Sherman, US-amerikanischer Politiker († 1939)
- 08. November: Gustaf Wickman, schwedischer Architekt († 1916)
- 09. November: John Stromberg, kanadischer Komponist, Pianist und Dirigent († 1902)
- 10. November: Adelgunde von Portugal, Herzogin von Guimarães und eine Infantin von Portugal († 1946)
- 10. November: Heinrich XXVII., Fürst Reuß jüngerer Linie, deutscher Reichsfürst († 1928)
- 12. November: Alexis Contant, kanadischer Komponist, Organist und Musikpädagoge († 1918)
- 13. November: Rudolf Oeser, deutscher Politiker († 1926)
- 13. November: Edmond Aman-Jean, französischer Maler († 1936)
- 13. November: Edgar Steiger, Schweizer Schriftsteller († 1919)

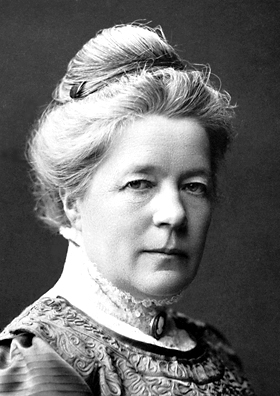
Selma Lagerlöf, 1909

- 20. November: Selma Lagerlöf, schwedische Kinderbuchautorin († 1940)
- 20. November: Nellie Stewart, australische Schauspielerin und Sängerin († 1931)
- 20. November: Franz Zorn von Bulach, deutscher Geistlicher, Weihbischof von Straßburg und Titularbischof von Erythrae († 1925)
- 21. November: Bruno Schmitz, deutscher Architekt († 1916)
- 24. November: Otto Friedrich Wilhelm Antrick, deutscher Industrieller († 1924)
- 24. November: Marie Bashkirtseff, russische Malerin, Schriftstellerin und Philosophin († 1884)
- 26. November: Israel Abrahams, britischer Judaist († 1925)
- 29. November: Christian Hülsen, deutscher Archäologe († 1935)
- 30. November: Jagadish Chandra Bose, indischer Physiker und Botaniker († 1937)
- 30. November: Rosa Mayreder, österreichische Frauenrechtlerin († 1938)

### Dezember
- 01. Dezember: Lon Stephens, US-amerikanischer Politiker († 1923)
- 07. Dezember: Gustav Gull, Schweizer Architekt († 1942)
- 10. Dezember: Asle Gronna, US-amerikanischer Politiker († 1922)
- 12. Dezember: Emmanuel Villanis, französischer Künstler († 1914)
- 12. Dezember: Karl von Gravenreuth, deutscher Offizier und Forschungsreisender († 1891)
- 12. Dezember: Thomas Holenstein, Schweizer Jurist und Politiker († 1942)
- 15. Dezember: Adolf Rettelbusch, deutscher Maler, trägt den Beinamen Brockenmaler († 1934)
- 20. Dezember: Jan Toorop, niederländischer Maler des Symbolismus († 1928)
- 21. Dezember: Eugenie Bandell, deutsche Malerin († 1918)

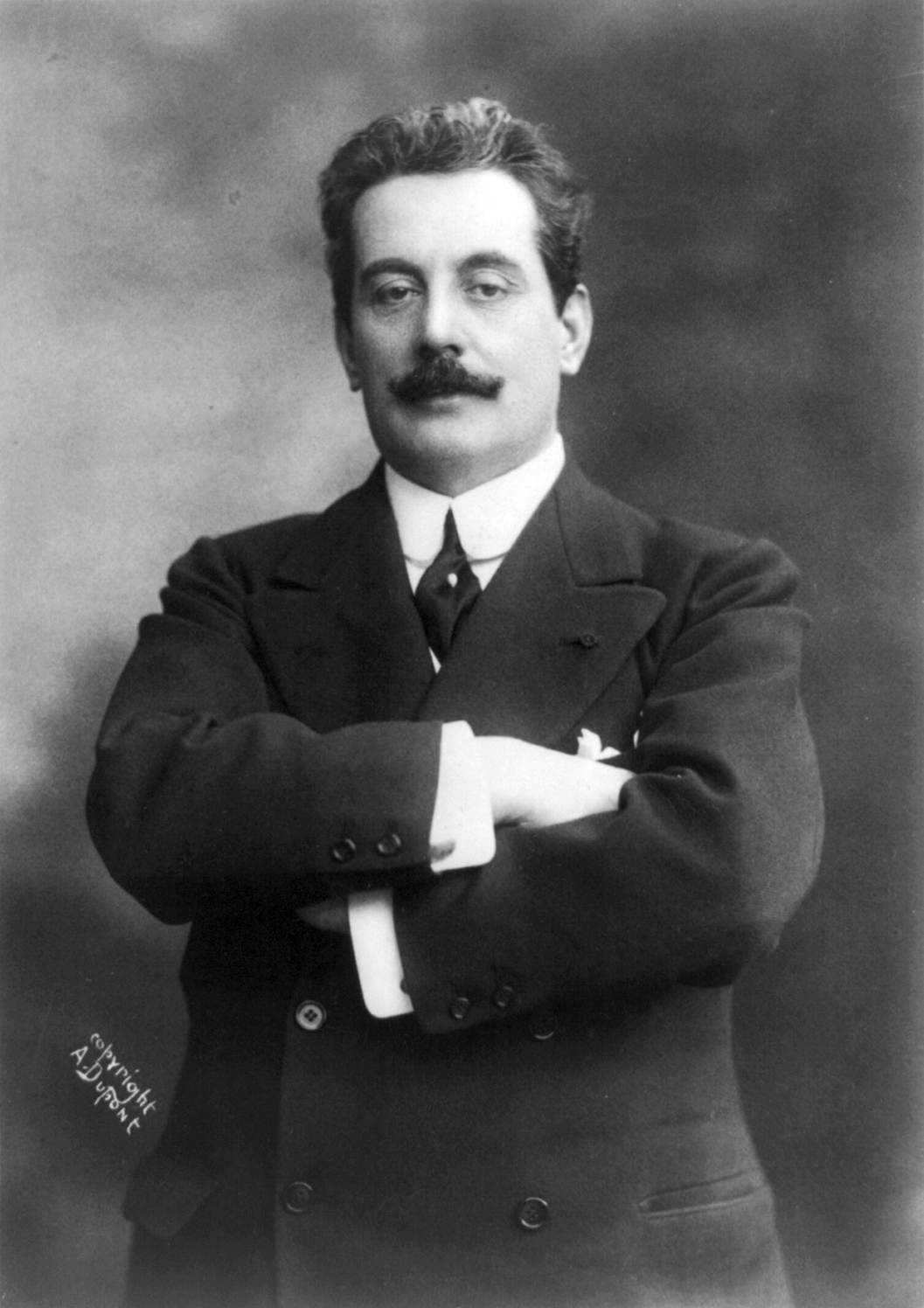
Giacomo Puccini, 1908

- 22. Dezember: Giacomo Puccini, italienischer Komponist († 1924)
- 27. Dezember: Juan Luis Sanfuentes, chilenischer Präsident († 1930)
- 31. Dezember: Harry S. New, US-amerikanischer Politiker († 1937)

### Genaues Geburtsdatum unbekannt
- Ali Asghar Khan Atabak, langjähriger iranischer Premierminister († 1907)
- Giuseppe Aureli, italienischer Maler († 1929)
- Ahmed Rızâ, osmanischer Politiker († 1930)
- Frank Lynes, US-amerikanischer Komponist, Organist und Musikpädagoge († 1913)
- Alfred De Sève, kanadischer Violinist, Musikpädagoge und Komponist († 1927)
- Rudolf Merbeller, böhmischer Finanzbeamter, Regionalhistoriker, Museumsgründer und Spiritist († 1945)

## Gestorben

### Erstes Quartal
- 03. Januar: Rachel Félix, französische Schauspielerin (* 1821)
- 05. Januar: Josef Wenzel Radetzky von Radetz, österreichischer Heerführer (* 1766)
- 05. Januar: David Stewart, US-amerikanischer Politiker (* 1800)
- 09. Januar: Johann Friedrich Schulze, deutscher Orgelbauer (* 1793)
- 09. Januar: Bonifaz Kaspar von Urban, Erzbischof von Bamberg (* 1773)
- 12. Januar: Joachim Haspinger, Pfarrer und Tiroler Patriot (* 1776)
- 14. Januar: Friedrich Magnus von Bassewitz, Regierungspräsident in Potsdam (* 1773)
- 18. Januar: William Cavendish, 6. Duke of Devonshire, britischer Peer und Politiker (* 1790)
- 18. Januar: Margarethe Jonas, deutsche Bildstickerin und Malerin (* 1783)
- 20. Januar: Wilhelm August Friedrich Genßler, deutscher evangelischer Geistlicher (* 1793)
- 22. Januar: Carl Friedrich Plattner, deutscher Hüttenkundler und Chemiker (* 1800)
- 22. Januar: Ludwig II., Großherzog von Baden (* 1824)
- 23. Januar: Luigi Lablache, italienischer Opernsänger (Bass) (* 1794)
- 03. Februar: August Alexander Kämmerer, deutscher Geologe und Apotheker (* 1789)
- 13. Februar: Hermann Heinrich Gossen, preußischer Nationalökonom (* 1810)
- 16. Februar: Charles Augustus FitzRoy, britischer Offizier, Politiker und Gouverneur von New South Wales (* 1796)
- 16. Februar: Friedrich Creuzer, deutscher Philologe (* 1771)
- 27. Februar: Wilhelm Joseph Imhoff, deutscher Bildhauer (* 1791)
- 28. Februar: Johann Georg Oestreich, deutscher Orgelbauer (* 1770)
- 04. März: Matthew Calbraith Perry, US-amerikanischer Seeoffizier (* 1794)
- 16. März: Wilhelm von Brockhausen, preußischer General und Ehrenbürger von Wittenberg (* 1773)
- 16. März: Christian Gottfried Daniel Nees von Esenbeck, deutscher Botaniker und Naturphilosoph (* 1776)
- 20. März: Elisabetha Grossmann, Schweizer Schifferin (* 1795)
- 27. März: Jean-Guillaume Audinet-Serville, französischer Entomologe (* 1775)

### Zweites Quartal
- 08. April: Anton Diabelli, österreichischer Komponist (* 1781)
- 09. April: Joseph Karl Stieler, deutscher Maler (* 1781)
- 10. April: William Marks, US-amerikanischer Politiker (* 1778)
- 11. April: Bernard Sarrette, französischer Dirigent und Musikpädagoge (* 1765)
- 13. April: Carl Hasenpflug, deutscher Architekturmaler (* 1802)
- 13. April: Ignacij Knoblehar, slowenischer Missionar in Afrika (* 1819)
- 14. April: Balthasar de Vincenz, Schweizer Soldat in spanischen Diensten (* 1789)
- 16. April: Johann Baptist Cramer, Pianist und Komponist (* 1771)
- 17. April: James Abercromby, 1. Baron Dunfermline, britischer Jurist und Politiker (* 1776)

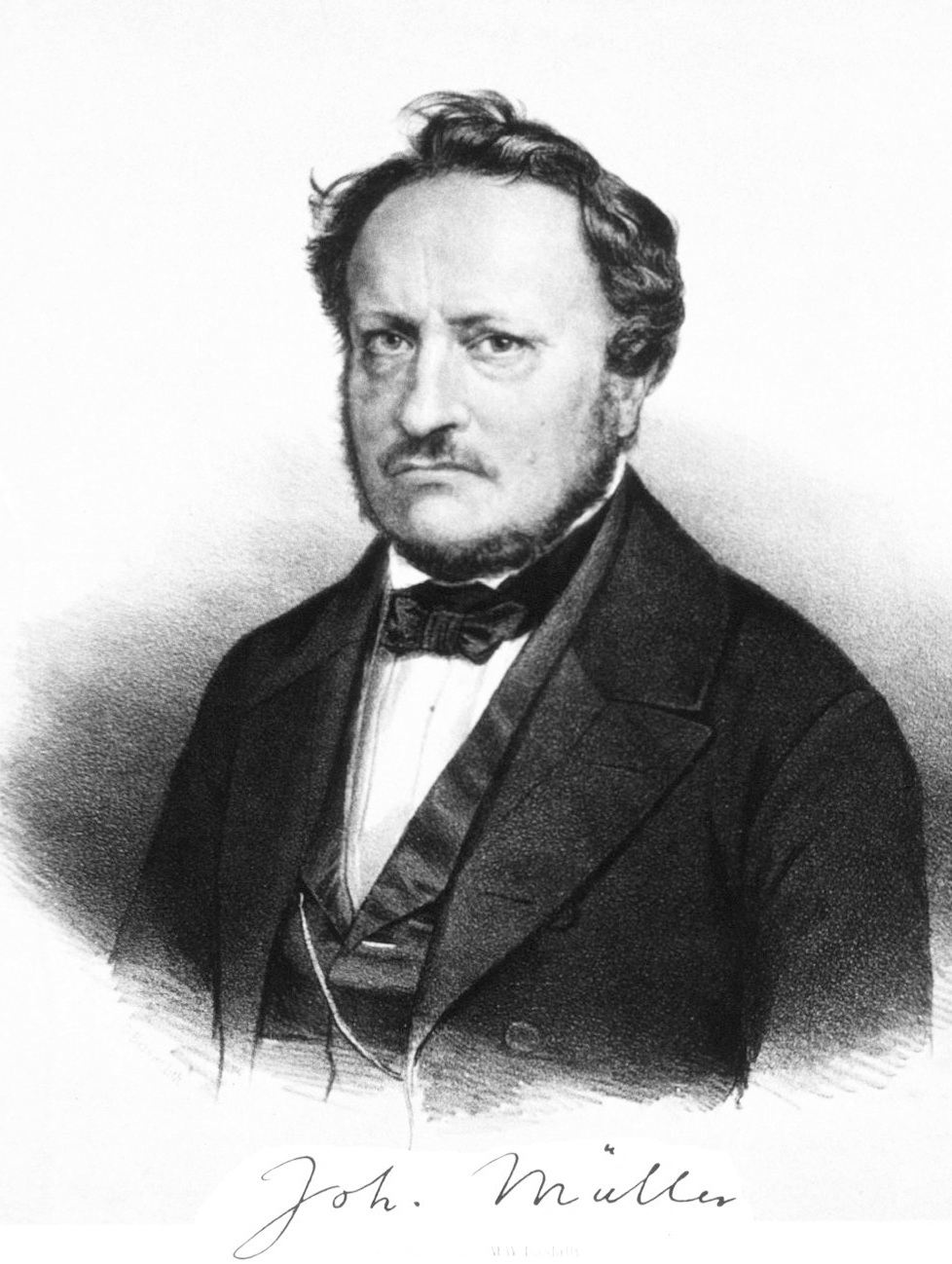
Johannes Müller

- 28. April: Johannes Müller, deutscher Physiologe und vergleichender Anatom (* 1801)
- 02. Mai: Albrecht von Alvensleben, preußischer Finanzminister (* 1794)
- 03. Mai: Auguste Brizeux, französischer Schriftsteller (* 1803)
- 06. Mai: Josiah J. Evans, US-amerikanischer Politiker (* 1786)
- 09. Mai: Adolf Spieß, deutscher Sportpädagoge (* 1810)
- 12. Mai: Georg Benedikt Winer, deutscher protestantischer Theologe und Philologe (* 1789)
- 15. Mai: Robert Hare, US-amerikanischer Chemiker (* 1781)
- 17. Mai: Persifor Frazer Smith, US-amerikanischer Armeeoffizier (* 1798)
- 27. Mai: Friedrich Schlemm, deutscher Arzt und Anatom (* 1795)
- 30. Mai: Ludwig Roth von Schreckenstein, preußischer Kriegsminister und General der Kavallerie (* 1789)
- 03. Juni: Julius Reubke, deutschstämmiger britischer Komponist (* 1834)
- 10. Juni: Robert Brown, schottischer Botaniker (* 1773)
- 10. Juni: Karl Mager, deutscher Schulpädagoge und Schulpolitiker (* 1810)
- 12. Juni: Karel František Pič, böhmischer Organist und Komponist (* 1786)
- 15. Juni: Ary Scheffer, französischer Radierer und Bildhauer (* 1795)
- 21. Juni: Adolf Ivar Arwidsson, finnischer Journalist, Schriftsteller und Historiker (* 1791)
- 25. Juni: Friedrich August Gotthold, deutscher Pädagoge und Schuldirektor (* 1778)
- 26. Juni: Johannes Roth, deutscher Zoologe und Forschungsreisender (* 1815)
- 28. Juni: Jane Marcet, britische Autorin populärwissenschaftlicher Sachbücher (* 1769)

### Drittes Quartal
- 05. Juli: Valentín Gómez Farías, mexikanischer Politiker und mehrmaliger interimistischer Präsident Mexikos (* 1781)
- 08. Juli: Ferdinand von Stelzhammer, österreichischer Jurist (* 1797)
- 10. Juli: Auguste de Montferrand, französisch-russischer Architekt (* 1786)
- 15. Juli: Alexander Iwanow, russischer Maler (* 1806)
- 17. Juli: Johann Georg Wilhelm Wilhelmy, deutscher Orgelbauer (* 1781)
- 21. Juli: Gaspar Hernández aus Peru stammender Priester, Pädagoge und Politiker in der Dominikanischen Republik (* 1798)
- 01. August: Emma von Anhalt-Bernburg-Schaumburg-Hoym, Fürstin zu Waldeck und Pyrmont (* 1802)
- 07. August: Charles Galibert, französischer Komponist (* 1826)
- 13. August: William Gardner Angel, US-amerikanischer Politiker (* 1790)
- 14. August: Tokugawa Iesada, 13. Shōgun der Edo-Zeit in Japan (* 1824)
- 22. August: Christoph Merian, Schweizer Großgrundbesitzer und Stiftungsgründer (* 1800)
- 23. August: Calvin Willey, US-amerikanischer Politiker (* 1776)
- 26. August: Ralph Metcalf, US-amerikanischer Politiker (* 1796)
- 05. September: Moritz Gottlieb Saphir, österreichischer Schriftsteller (* 1795)
- 11. September: Alexander Guriljow, russischer Komponist (* 1803)
- 17. September: Theodor Franz Christian von Seckendorff, preußischer Diplomat (* 1801)
- 25. September: Antoine Brun-Rollet, französischer Afrikaforscher (* 1810)
- 25. September: Amalie Schoppe, deutsche Schriftstellerin (* 1791)
- 29. September: August Podesta, deutscher Maler und Grafiker (* 1813)

### Viertes Quartal
- 01. Oktober: Alois Negrelli von Moldelbe, österreichischer Ingenieur und Pionier des Verkehrsbaus (* 1799)
- 05. Oktober: Francisco Solano Antuña, uruguayischer Politiker (* 1793)
- 08. Oktober: Luigi Catenazzi, Schweizer Pädagoge und Politiker (* 1783)
- 08. Oktober: Yanagawa Seigan, japanischer Dichter (* 1789)
- 09. Oktober: Charles Wellesley, britischer General und Politiker (* 1808)
- 10. Oktober: Karl August Varnhagen von Ense, deutscher Chronist und Biograph (* 1785)
- 12. Oktober: Utagawa Hiroshige, japanischer Künstler (* 1797)
- 15. Oktober: Carl Gustav Mosander, schwedischer Chemiker und Chirurg (* 1797)
- 18. Oktober: Wilhelm Lang, deutscher Orgelbauer (* 1794)
- 24. Oktober: Johann Bonaventura Cartier, Schweizer Politiker (* 1800)
- 27. Oktober: Ida Pfeiffer, österreichische Entdeckerin und Reiseschriftstellerin (* 1797)
- 31. Oktober: Carl Thomas Mozart, österreichischer Beamter, Sohn von Wolfgang Amadeus Mozart (* 1784)
- 08. November: Benjamin Franklin Butler, US-amerikanischer Politiker (* 1795)
- 09. November: Karl Holz, österreichischer Violinist (* 1799)
- 14. November: Ferrante Aporti, italienischer Pädagoge und Theologe (* 1791)
- 15. November: Johanna Kinkel, deutsche Komponistin und Schriftstellerin (* 1810)
- 16. November: Robert Hanna, US-amerikanischer Politiker (* 1786)
- 17. November: Robert Owen, britischer Unternehmer, Frühsozialist (* 1771)
- 20. November: William Schley, US-amerikanischer Politiker (* 1786)
- 21. November: Eduard von Höpfner, preußischer Generalmajor, Militärschriftsteller und Direktor der Allgemeinen Kriegsschule (* 1797)
- 25. November: Victor Franz Freiherr von Andrian-Werburg, österreichischer Politiker (* 1813)
- 28. November: Johann Heinrich Kopp, deutscher Arzt und Naturforscher (* 1777)
- 30. November: Friedrich Gotthilf Osann, deutscher Altphilologe (* 1794)
- 01. Dezember: Rebecka Dirichlet, deutsche Salonnière (* 1811)
- 05. Dezember: Johann Leonhard Appold, deutscher Kupfer- und Stahlstecher (* 1809)
- 09. Dezember: August Wilhelm Papen, deutscher Militäringenieur, Geodät und Kartograf (* 1799)
- 14. Dezember: Michael Woolston Ash, US-amerikanischer Politiker (* 1789)
- 19. Dezember: Emma Wanda von Arbter, österreichische Schriftstellerin (* 1819)